# Überführungszahl
Als Überführungszahl oder Hittorfsche Überführungszahl {\displaystyle t_{i}} oder auch {\displaystyle n_{i}} (nach Johann Wilhelm Hittorf) – im Englischen auch transference number oder ion transport number genannt – wird der Bruchteil des gesamten elektrischen Stromes {\displaystyle I} bezeichnet, der von einer bestimmten Ionensorte {\displaystyle i} in einer Lösung mit mindestens einer weiteren Ionensorte (Kation und Anion eines binären Elektrolyten) transportiert wird:
{\displaystyle t_{i}=n_{i}={\frac {I_{i}}{I_{\text{ges}}}}}
Die Überführungszahl hängt ab von der Ionenkonzentration (alternativ: von der Molalität) und der Ionenbeweglichkeit {\displaystyle v} – die keine Geschwindigkeit ist – oder von den Wanderungsgeschwindigkeiten {\displaystyle u} oder den Äquivalentleitfähigkeiten {\displaystyle \lambda }:
- Ist die Konzentration der Ionensorte {\displaystyle i} hoch, so kann von diesen Ionen ein großer Anteil des elektrischen Stroms transportiert werden.
- Ionenbeweglichkeit {\displaystyle v} und Wanderungsgeschwindigkeit {\displaystyle u}: schnellere Ionen (größeres {\displaystyle u} und größeres {\displaystyle v}) vermögen einen größeren Teil des Stroms zu transportieren als langsame.
- Hydroniumionen (H3O+) und Hydroxidionen (OH-)können, obwohl sie real viel langsamer wandern als es die Rechnung vermuten ließe, sehr viel mehr Strom transportieren als andere Ionen, da sie einen besonderen Ladungsaustausch-Mechanismus benutzen, „Extraleitfähigkeit“[2] oder auch Grotthuß-Mechanismus genannt, bei dem lediglich ihre Ladungen an benachbarte Moleküle des Lösungsmittels Wasser weitergereicht werden, ohne dass die Ionen selbst allzu viel weiter wandern. Ihren Maximalwert erreicht diese Extraleitfähigkeit dabei in Wasser bei etwa 150 °C.

Das Produkt der Überführungszahl eines Ions – bei der jeweiligen Konzentration und Temperatur – (für ein Salz) mit der Äquivalentleitfähigkeit dieses Salzes ist die Äquivalentleitfähigkeit des entsprechenden Ions (bei der jeweiligen Konzentration und Temperatur). Aus der Grenzleitfähigkeit eines Salzes ergeben sich mit den Überführungszahlen von Kation und Anion somit die Grenzleitfähigkeiten der Kationen und Anionen dieses Salzes:
{\displaystyle {\begin{aligned}\lambda _{\text{Ion des Salzes}}^{\text{(c,T)}}&=n_{\text{Ion des Salzes}}^{\text{(c,T)}}\cdot \Lambda _{\text{Salz}}^{\text{(c,T)}}\\&=n_{\text{Ion des Salzes}}^{\text{(c,T)}}\cdot (\lambda _{\text{Kation des Salzes}}^{\text{(c,T)}}+\lambda _{\text{Anion des Salzes}}^{\text{(c,T)}})\end{aligned}}}
Diese Gleichung gilt übertragenerweise auch für die molare Leitfähigkeit anstelle der Äquivalentleitfähigkeit.
Zum Begriff „Überführung“:
- Mit dem historischen Begriff „Überführung“ wurde in den Anfängen beschrieben, was heute als „Migration“ die Wanderung elektrisch geladener Teilchen (Ionen oder Kolloidteilchen) unter dem Einfluss eines elektrischen Feldes (Feld gradienten) bezeichnet.[4]
- Als „Zellen/Elemente mit Überführung“ werden dabei bezeichnet:

- galvanische Elemente, deren verschiedene Elektrolytlösungen, oder
- Konzentrationselemente, deren gleiche Elektrolytlösungen verschiedener Konzentrationen

voneinander durch ein Diaphragma getrennt sind. Durch das Diaphragma diffundieren Kationen und Anionen, jeweils bestrebt, gegebene Konzentrationsunterschiede auszugleichen, von der jeweils konzentrierteren in die verdünntere Lösung. Besitzen Kationen und Anionen verschieden große Ionenbeweglichkeiten und Überführungszahlen, so ergeben sich daraus am Diaphragma Diffusionspotentiale von bis zu 30 mV, die in die direkt messbare Zellspannung (Potentialdifferenz) eingehen.
- Dagegen sind „Zellen/Elemente ohne Überführung“ Elemente, bei denen die beiden Halbzellen mittels einer Salzbrücke, auch „Stromschlüssel“ genannt, miteinander verbunden sind. Die direkt messbare Zellspannung (Potentialdifferenz) enthält damit praktisch keine Diffusionsspannungen mehr und entspricht so der Differenz beider Redoxpotentiale entsprechend der Nernst-Gleichung für Redoxreaktionen.[8]

## Anwendungsbezug
Bei Salzbrücken wird darauf geachtet, dass die Überführungszahlen von Kationen und Anionen annähernd gleich sind:
{\displaystyle t_{\text{kat}}\approx t_{\text{an}}}
Demzufolge besteht eine Salzbrücke aus KCl aus zwei unterschiedlichen Ionen mit annähernd gleicher Ionenbeweglichkeit {\displaystyle v}.
Ist die spezifische Elektrolyt-Leitfähigkeit eines binären Elektrolyten gemessen worden, so können daraus die Äquivalentleitfähigkeiten von Anion und Kation nur ermittelt werden, wenn neben den molaren Konzentrationen beider Ionen und ihren Wertigkeiten mindestens eine Überführungszahl bekannt ist oder gemessen wurde.
Liegen in einem Multi-Ionengemisch {\displaystyle x} verschiedene Ionen vor, müssen {\displaystyle (x-1)} Überführungszahlen bekannt sein oder gemessen werden, um die Äquivalentleitfähigkeiten aller Ionen aus der gemessenen spezifischen elektrolytischen Leitfähigkeit der Lösung zu ermitteln.

### Beispiel
- Kaliumchloridlösung von c = 1 [mol/Liter] soll bei 19 °C eine Äquivalentleitfähigkeit von 98,3 [Scm2/mol] haben.[9]
- Diese Äquivalentkonzentration ([1mol/liter]) entspricht auch 0,001 [mol/cm3].
- Bei 20 °C soll 1 molare KCL-Lösung eine spezifische Leitfähigkeit von {\displaystyle \kappa =0{,}10202} [S/cm] haben.[10]

Der Quotient aus spezifischer Leitfähigkeit {\displaystyle \kappa } und Äquivalentkonzentration {\displaystyle c_{ev,*}} in [mol/Kubikzentimeter] ist die Äquivalentleitfähigkeit des Salzes:
{\displaystyle \Lambda _{\text{Kaliumchlorid}}=\kappa _{\text{Kaliumchlorid}}/c_{ev,*}=0{,}10202/0{,}001=102{,}02} [Scm2/mol] für KCl-Lösung von 1 [mol/Liter] bei 20 °C. {\displaystyle c_{ev,*}} ist die molare Äquivalentkonzentration je Kubikzentimeter.
- Da die Überführungszahl für 1 molare Kaliumchloridlösung in Tabellenwerken nicht gefunden werden konnte, wird angenommen, dass eine 0,8 molare Kaliumiodidlösung praktisch identische Überführungszahlen hat. Nämlich bei 20 °C für das Kation (Kalium): {\displaystyle n_{+}=0{,}4896}.[11] Und demnach {\displaystyle n_{-}=0{,}5104} (Iodid bzw. angenommen als Chlorid).

Damit entfallen 48,96 Prozent der Äquivalentleitfähigkeit des Kaliumchlorids auf das Kaliumion und 51,04 % auf das Chloridion. Dies gilt nur bei 20 °C und einer Konzentration von ca. 1 [mol/Liter] (oder 0,8 mol/Liter).
- Die Äquivalentleitfähigkeiten für die Ionen unter diesen Bedingungen sind also:

{\displaystyle \lambda _{\text{Kaliumion}}=\Lambda _{\text{Kaliumchlorid}}\cdot n_{\text{Kaliumion}}=102{,}02\cdot 0{,}4896=49{,}95} [Scm2/mol]
und
{\displaystyle \lambda _{\text{Chloridion}}=\Lambda _{\text{Kaliumchlorid}}\cdot n_{\text{Chloridion}}=102{,}02\cdot 0{,}5104=52{,}07} [Scm2/mol]
- Für Idealverdünnung (c=0) und 18 °C nennt Hübschmann folgende Werte der Grenzleitfähigkeit: Kalium: 65 und Chlorid: 66 [Scm2/mol].[12]
- Rechnet man diese Werte mit den bekannten Temperaturkoeffizienten (1,87 %/K für Kalium und 2,25 %/K für Chlorid) auf 20 °C hoch, erhält man für Kaliumionen 67,4 und für Chloridionen 69,0 [Scm2/mol] Äquivalentgrenzleitfähigkeit (für c=0).
- In einer anderen Tabelle bei Hübschmann wird die Grenz-Äquivalentleitfähigkeit für Kaliumchlorid-Lösung mit dem Wert 130,0 für 19 °C angegeben.

Wie man sieht, ist die Äquivalentleitfähigkeit bei höheren Konzentrationen deutlich geringer als bei Idealverdünnung. Dies drückt sich im sogenannten Leitfähigkeitskoeffizienten {\displaystyle f_{\lambda }} (Quotient aus real gemessener Leitfähigkeit und theoretischer Leitfähigkeit bei idealer Verdünnung) aus.
Folgende Werte dazu können nun berechnet werden:
{\displaystyle f_{\lambda _{\text{KCl}}}=98{,}3/130{,}0=0{,}756} (130,0 bei 19 °C statt 20 °C!)
{\displaystyle f_{\lambda _{\text{Kaliumion}}}=49{,}95/67{,}4=0{,}741}
{\displaystyle f_{\lambda _{\text{Chloridion}}}=52{,}07/69{,}0=0{,}755}
Diese Werte gelten nur für eine Konzentration von c=1 [mol/l] bei 20 °C in Kaliumchloridlösung!
Für das gesamte Salz, aber auch für die einzelnen Ionenarten ist der Leitfähigkeitskoeffizient {\displaystyle f_{\lambda }} hier etwa 0,75. Etwa 75 Prozent der Ionen in der Lösung tragen effektiv nur zur Leitfähigkeit bei. Wegen der hohen Konzentration behindern sich viele Ionen gegenseitig (Reibung und Wechselwirkungen!).
Multipliziert man also den Leitfähigkeitskoeffizienten mit der Grenzleitfähigkeit, so erhält man die geringere Äquivalentleitfähigkeit zu der höheren Konzentration:
{\displaystyle \Lambda _{\text{Salz}}{\text{(c,T)}}=f_{\Lambda _{\text{Salz}}}{\text{(c,T)}}\cdot \Lambda _{\text{Salz}}^{0}{\text{(c=0,T)}}}
{\displaystyle {\begin{aligned}\lambda _{Ionx}{\text{(c,T)}}&=n_{\text{Ion x in diesem Salz}}{\text{(c,T)}}\cdot \Lambda _{\text{Salz}}^{0}{\text{(c=0,T)}}\cdot f_{\Lambda _{\text{Ion x in diesem Salz}}}{\text{(c,T)}}\\&\approx n_{\text{Ion x in diesem Salz}}{\text{(c,T)}}\cdot \Lambda _{\text{Salz}}^{0}{\text{(c=0,T)}}\cdot f_{\Lambda _{\text{Salz}}}{\text{(c,T)}}\\&=n_{\text{Ion x in diesem Salz}}{\text{(c,T)}}\cdot \Lambda _{\text{Salz}}^{0}{\text{(c=0,T)}}\cdot {\frac {\Lambda _{\text{Salz}}{\text{(c,T)}}}{\Lambda _{\text{Salz}}^{0}{\text{(c=0,T)}}}}\\&=n_{\text{Ion x in diesem Salz}}{\text{(c,T)}}\cdot \Lambda _{\text{Salz}}{\text{(c,T)}}\end{aligned}}}
Überführungszahlen und Leitfähigkeitskoeffizienten sind Funktionen von Konzentration und Temperatur. Sie können für höher konzentrierte Lösungen nur durch Messungen (Hittorf-Versuch und Messung der spezifischen Leitfähigkeit) ermittelt werden.

### Der ideale Elektrolyt
Ein idealer Elektrolyt hat die Überführungszahlen 0,5 für Kation und Anion. Beide Ionen tragen jeweils zu 50 % zum fließenden Elektrolysestrom bei. Daher kommt es nicht zu Ausgleichswanderungen (durch Konzentrationsunterschiede in Kathodenraum und Anodenraum bedingte Diffusion) der langsamer wandernden Ionensorte vom einen Elektrodenraum zum anderen Elektrodenraum, da im Falle n(K+) = n(A-) = 0,5 beide Ionensorten (Kation und Anion) gleich schnell wandern. Bei der Methode nach Hittorf und auch in einem Stromschlüssel würden in diesem Falle keine Konzentrationsgradienten in der Apparatur entstehen, die „Konzentrations-Diffusionen“ der Ionen nach sich ziehen würden.
Die Salze RbCl, RbBr, RbJ, CsCl, CsBr, CsJ haben laut Milazzo (Elektrochemie, S. 30) bei einer Konzentration von 0,02 mol/Liter und einer Temperatur von 18 °C Anionen-Überführungszahlen zwischen 0,496 und 0,503. Kaliumchlorid hat bei idealer Verdünnung ({\displaystyle c=0}) bei 25 °C eine Kationen-Überführungszahl von 0,4847.
Neben Kaliumchlorid werden auch die Salze Kaliumnitrat, Ammoniumchlorid und Ammoniumnitrat als gesättigte Lösungen in einem Stromschlüssel verwendet.
Außerdem tritt bei Salzen mit Überführungszahlen {\displaystyle n_{+}=n_{-}=0,5}, laut Hendersonscher Gleichung (siehe unten) für 1-1-wertige Elektrolyte keine Diffusionsspannung auf, wenn die Ionen dieses Salzes durch eine Phasengrenze von höherer zu niederer Konzentration diffundieren. Daher werden Stromschlüssel mit entsprechenden gesättigten Salzlösungen gefüllt. Je Sekunde sollen nämlich im Idealfall genauso viele positive Ladungen wie negative die Phasengrenze passieren (gewahrte Elektroneutralität!).

## Messung

### Die Hittorfsche Methode
Zur Bestimmung der Überführungszahl eignet sich eine Elektrolyseapparatur, die sich zusammensetzt aus dem Kathodenraum, dem Mittelraum und dem Anodenraum. In den Kathoden- sowie den Anodenraum werden Platinelektroden eingetaucht. Die Elektrolyseräume werden mit dem Elektrolyten befüllt und mittels Brücke verbunden. Betrachtet man die beiden Elektrodenräume, so wird man sehen, dass die Konzentrationen der Kationen und der Anionen sich unterschiedlich ändern.
Die Überführungszahlen errechnen sich:
für die Kationen: {\displaystyle t_{+}={\frac {q_{A+}-q_{E+}}{q_{\text{ges}}}}}
und
für die Anionen: {\displaystyle t_{-}={\frac {q_{A-}-q_{E-}}{q_{\text{ges}}}}}
mit
{\displaystyle q_{A}} der anfangs im entsprechenden Raum vorhandenen Ladungsmenge
{\displaystyle q_{E}} der am Ende im entsprechenden Raum vorhandenen Ladungsmenge
{\displaystyle q_{\text{ges}}} der durch den Elektrolyten geflossenen Ladungsmenge.
Mit der Definition der Ladungsmenge:
{\displaystyle q=z\cdot F\cdot c\cdot V}
mit
{\displaystyle z} = Ladungszahl
{\displaystyle F} = Faraday-Konstante
{\displaystyle c} = Konzentration des betrachteten Ions
{\displaystyle V} = Volumen des Elektrolyseraumes
folgt daraus:
{\displaystyle \Rightarrow t_{+}={\frac {z\cdot F\cdot V\left(c_{E+}-c_{A+}\right)}{q_{\text{ges}}}}+1}
und
{\displaystyle \Rightarrow t_{-}={\frac {z\cdot F\cdot V\left(c_{A+}-c_{E+}\right)}{q_{\text{ges}}}}}
Nach dieser Gleichung kann die Überführungszahl über eine Konzentrations-, Strom- und Volumenbestimmung eines Elektrodenraums ermittelt werden.
Es ist: {\displaystyle t_{+}+t_{-}=1}
Bei einer Elektrolyse wandern einige Ionen sehr schnell (z. B. H+, OH−), andere dagegen recht langsam (Li+, CH3COO−). Aus Kenntnis der molaren Grenzleitfähigkeiten {\displaystyle \Lambda _{0}} von Ionen lassen sich diese Wanderungsgeschwindigkeiten und damit die Überführungszahlen der Ionen bei Elektrolysen ermitteln:
{\displaystyle t_{+}=\nu ^{+}\cdot {\frac {\Lambda _{0}^{+}}{\Lambda _{0}}}}
und
{\displaystyle t_{-}=\nu ^{-}\cdot {\frac {\Lambda _{0}^{-}}{\Lambda _{0}}}}
jeweils mit der Stöchiometriezahl {\displaystyle \nu .}
Eine genaue Beschreibung der Methode nach Hittorf findet sich in „Elektrochemie“ (Giulio Milazzo, 1952) auf den Seiten 21–26.

#### Die Hittorf-Apparatur und die Vorgänge beim Versuch
Die Apparatur besteht aus drei – idealerweise gleich großen – Volumina: dem Kathodenraum (KR), dem Mittelraum (MR) und dem Anodenraum (AR). Die miteinander verbundenen „Röhren“ können durch Hähne voneinander abgesperrt werden. Idealerweise befinden sich Ablasshähne an jedem der Räume. Idealerweise hat der Mittelraum noch eine Öffnung zum Eintauchen einer Leitfähigkeitssonde.
Beim Versuch sind die Hähne geöffnet und zu Beginn sind in allen Räumen die Äquivalentkonzentrationen von Kationen und Anionen gleich groß. Nun wird mit möglichst kleinem Strom und konstanter Temperatur elektrolysiert. Dabei zeigt sich immer (bei allen möglichen Elektrolyten) folgendes Bild:
- Im Kathodenraum werden je Sekunde mehr Kationen an der Kathode entladen (Kationenentnahme aus dem Kathodenraum), als in derselben Zeit vom Anodenraum – bedingt durch das elektrische Feld {\displaystyle E} (Spannung je Elektrodenabstand) – durch den Mittelraum in den Kathodenraum mit der Geschwindigkeit {\displaystyle u(\mathrm {Kat} )} hineinwandern (Kationenzufuhr zum Kathodenraum). Die Konzentration der Kationen im Kathodenraum sinkt daher stetig ab.
- Im Anodenraum werden je Sekunde mehr Anionen an der Anode entladen (Anionenentnahme aus dem Anodenraum), als in derselben Zeit vom Kathodenraum – bedingt durch das elektrische Feld {\displaystyle E} (Spannung je Elektrodenabstand) – durch den Mittelraum in den Anodenraum mit der Geschwindigkeit {\displaystyle u(An)} hineinwandern (Anionenzufuhr zum Anodenraum). Die Konzentration der Anionen im Anodenraum sinkt daher stetig ab.

Hätten beide Ionen gleich große Ionenbeweglichkeit (Wanderungsgeschwindigkeiten bei der jeweiligen Feldstärke), so wäre damit bereits der ganze Effekt beschrieben. In diesem Falle sinken die Äquivalentkonzentrationen von Kationen im Kathodenraum und Anionen im Anodenraum gleich schnell ab.
Im Falle unterschiedlicher Ionenbeweglichkeiten (Realfall) folgt:
- Die Äquivalentkonzentrationen von Kationen in Kathodenraum und Anionen in Anodenraum sinken unterschiedlich schnell ab oder steigen sogar durch Verlagerung des schnellen Ions im zugehörigen Elektrodenraum an. siehe auch Walther Nernst#Elektrochemie
- In der Folge entstehen in den Volumina von Kathodenraum und Anodenraum jeweils Unterschiede in den Äquivalentkonzentrationen positiver und negativer Ionen. Da jede Salzlösung elektroneutral sein muss, kommt es nun zu einer ausgleichenden Diffusion des langsamen Ions entgegen der Feldrichtung durch den Mittelraum zum „falschen“ Elektrodenraum.

Die konzentrationsbedingte Diffusion der langsamen Ionen entgegen der Feldrichtung gleicht den Ladungsunterschied (Unterschied der Äquivalentkonzentrationen von Kationen und Anionen) sofort aus.
Der Versuch sollte lang genug durchgeführt werden, um gut analysierbare Äquivalentkonzentrations-Unterschiede von Kationen (oder Anionen) zu erzielen. Er muss spätestens abgebrochen werden, wenn die Konzentrationen im Mittelraum beginnen zu sinken. Das kann gelegentlich mittels Leitfähigkeitssonde (isoterm) im Mittelraum kontrolliert werden (dazu Elektrolysestrom kurz abschalten).
Am Versuchsende werden die Hähne zwischen Kathodenraum/Mittelraum/Anodenraum geschlossen, die Proben aus Kathodenraum und Anodenraum abgezogen und entweder die Konzentrationen der Kationen oder die der Anionen bestimmt. Es wird die Äquivalent-Molarität oder die Äquivalent-Molalität zur Berechnung herangezogen.
Durch letztendliche Vereinigung der entnommenen Probenvolumina aus KR und AR kann auch die mittlere Endkonzentration (für die gesamte Apparatur) direkt bestimmt werden. Die mittlere Endkonzentration muss immer geringer sein als die Anfangskonzentration, da ja Edelmetall an der Kathode abgeschieden wurde. Der Mittelraum wird nicht bilanziert, denn seine Konzentration soll ja konstant geblieben sein.

#### Wahre und scheinbare Überführungszahl nach Hittorf
Die Überführungszahl des Kations ist in einem binären Elektrolyten als Quotient der Wanderungsgeschwindigkeit (oder Ionenbeweglichkeit) des Kations zur Summe der Wanderungsgeschwindigkeiten von Kation und Anion definiert. Dies ist zugleich die wahre Überführungszahl des Kations. In einem Multi-Ionen-Gemisch ist die wahre Überführungszahl eines beliebigen Ions als Quotient aus der Wanderungsgeschwindigkeit (oder Ionenbeweglichkeit) des betreffenden Ions zur Summe aller Wanderungsgeschwindigkeiten (oder Ionenbeweglichkeiten) aller anderen Kationen und Anionen definiert. Bei nicht-binären Salzen (mehr als zwei Ionenarten bilden sich bei der Dissoziation) muss an jede Wanderungsgeschwindigkeit (oder Ionenbeweglichkeit) noch die Zahl der vom jeweiligen Ion ausgetauschten Ladungsträger „z“ („Wertigkeit“ unter Berücksichtigung der stöchiometrischen Koeffizienten der Dissoziationsgleichung) zumultipliziert werden. Ein Ion mit doppelter Ladung transportiert bei gleicher Wanderungsgeschwindigkeit doppelt so viele Ladungsträger je Zeitspanne. Bei binären Elektrolyten ist z bei Anion und Kation gleich groß (Bedingung der Elektroneutralität einer Lösung) und kürzt sich daher weg.
Vor allem bei der Methode nach Hittorf, geringfügig auch bei der Methode nach Mac Innes treten Messfehler auf, da die wandernden Ionen die Wassermoleküle ihrer Hydrathülle (hydratisierter Ionenradius!) „mit sich ziehen“. Dies geht auf elektrostatische Anziehungskräfte sowie auf die in der Solvatationshülle des Ions mitgeführte Menge Wasser (Lösemittel) zurück.
Insbesondere bei der Methode nach Hittorf kann es dadurch zu Messfehlern kommen, da die wegen elektrostatischer Anziehungskräfte mitwandernden Dipol-Wassermoleküle die Konzentrationen in der Messapparatur verändern können. Dies kann berücksichtigt werden, indem ungeladene organische Substanzen, wie beispielsweise Zucker, der Lösung beigemengt werden. Aus der Änderung der Zuckerkonzentration in den Apparaturteilen kann auf einen (ungewollten) Transport der Wassermoleküle geschlussfolgert werden und die daraus entstandenen Fehler der Überführungszahlen nach Hittorf rechnerisch korrigiert werden. Die Korrektur, die an der scheinbaren Überführungszahl anzubringen ist, um die wahre zu erhalten, hängt von der Konzentration ab. Für wässrige Lösungen mit Konzentrationen bis zu 0,1 mol/Liter wird die Differenz zwischen wahrer und scheinbarer Überführungszahl schwerlich über Einheiten der dritten Kommastelle hinausgehen(lt. Milazzo, Elektrochemie, S. 28).
Bei höheren Konzentrationen unterscheiden sich scheinbare Hittorfsche und wahre Überführungszahlen um bis zu 10 %.
Eine Vergleichstabelle für Hittorfsche und wahre Überführungszahlen (korrigierte Hittorfsche Zahlen) führen Näser/Lempe/Regen in „Physikalische Chemie für Techniker und Ingenieure“ auf Seite 340 auf.
Die nach Hittorf bestimmten Überführungszahlen sind ohne Korrektur scheinbare Überführungszahlen und werden mit dem hochgestellten Index „H“ (Hittorf) markiert. Wahre Überführungszahlen werden mit dem hochgestellten Index „w“ (wahr) markiert:
- (scheinbare) Hittorfsche Überführungszahl nH
- wahre (korrigierte Hittorfsche) Überführungszahl nw

Die Umrechnung erfolgt nach folgendem Modell:
{\displaystyle n_{\text{Kat}}^{w}=n_{\text{Kat}}^{H}+Z\cdot y}
sowie
{\displaystyle n_{\text{An}}^{w}=n_{\text{Kat}}^{H}-Z\cdot y}
Hierin soll {\displaystyle Z} die Änderung der Molanzahl (Konzentration) des Wassers im Kathodenraum sein, die auftritt beim Durchgang der Ladungsmenge von 1 F (1 Faraday=96485,3 [As/mol], gemeint ist offenbar die Äquivalente Stoffmenge). {\displaystyle y} soll hier die Anzahl der Äquivalente (Molzahl mal Ionenwertigkeit) des Elektrolyten je Molzahl des Wassers sein.
Der unterschiedliche Grad der Hydratation von Ionen (hydratisierter Ionenradius) ist aus dem Unterschied von wahren und scheinbaren Überführungszahlen erkennbar.
Tabelle mit Versuchsdaten:
| | HCl         | LiCl        | NaCl        | KCl         | RbCl             | CsCl        |
| -------------------------------------------------------------------------------------------------- | ----------- | ----------- | ----------- | ----------- | ---------------- | ----------- |
| Periode des Kations                                                                                | 1           | 2           | 3           | 4           | 5                | 6           |
| Versuchstemperatur [°C]                                                                            | 20          | 20          | 20          | 20          | 18               | 20          |
| Versuchs-Konzentration c [mol/l]                                                                   | ohne Angabe | ohne Angabe | ohne Angabe | ohne Angabe | 0,02             | ohne Angabe |
| {\displaystyle n_{\text{Kat}}^{H}} (gemessen)                                                      | 0,820       | 0,278       | 0,366       | 0,482       | ?                | 0,485       |
| {\displaystyle n_{\text{Kat}}^{w}} (gemessen)                                                      | 0,844       | 0,304       | 0,383       | 0,495       | 0,497 (unsicher) | 0,491       |
| ({\displaystyle n_{\text{Kat}}^{w}}-{\displaystyle n_{\text{Kat}}^{H}})= +(Z*y)                    | 0,024       | 0,026       | 0,017       | 0,013       | ?                | 0,006       |
| {\displaystyle \Delta n_{\text{Wasser}}^{KR}} Stoffmengenänderung n des Wassers im Kathodenraum KR | 0,240       | 1,500       | 0,760       | 0,600       | ?                | 0,530       |
| |             |             |             |             |                  |             |
| {\displaystyle n_{\text{An}}^{H}} (aus den Werten der Kationen berechnet)                          | 0,180       | 0,722       | 0,634       | 0,518       | ?                | 0,515       |
| {\displaystyle n_{\text{An}}^{w}} (aus den Werten der Kationen berechnet)                          | 0,156       | 0,696       | 0,617       | 0,505       | 0,503 (unsicher) | 0,509       |
| ({\displaystyle n_{\text{An}}^{w}}-{\displaystyle n_{\text{An}}^{H}})= -(Z*y)                      | −0,024      | −0,026      | −0,017      | −0,013      | ?                | −0,006      |

Die Daten der Hittorfschen und wahren Überführungszahlen stammen aus dem Buch Physikalische Chemie für Techniker und Ingenieure. Die Versuchstemperatur war 20 °C. Die Konzentration wurde nicht genannt. Ebenso wurde die geflossene Ladungsmenge nicht genannt, so dass die Werte für {\displaystyle Z} und {\displaystyle y} nicht berechnet werden können. Die Werte für Rubidiumchlorid entstammen dem Buch Elektrochemie.
Wie zu sehen ist, sind die wahren Überführungszahlen der Alkalimetall-Kationen immer größer als die Hittorfschen, da durch mitgeschleiftes Hydrathüllen-Wasser zu niedrige Konzentrationsänderungen in beiden Elektrodenräumen auftreten. Je größer das Atom (Periode und Ordnungszahl) desto geringer die Hydrathülle und Hydratationszahl, umso geringer der „Verdünnungseffekt“ in den Elektrodenräumen. Der Unterschied zwischen Hittorfschen und wahren Überführungszahlen wird also geringer mit steigender Periode des Kations.
Walther Nernst ermittelte als erste Person die wahren Überführungszahlen mittels Versuch nach Hittorf unter Zugabe von Harnstoff oder Zucker (Nichtelektrolyt) aus den Konzentrationsänderungen des Nichtelektrolyten in Kathodenraum und Anodenraum.

#### Auswertung der Methode nach Hittorf
Die scheinbaren Hittorfschen Überführungszahlen ergeben sich aus den relativen Konzentrationsänderungen {\displaystyle \Delta (c)} (Molarität, Molalität wird hierfür eingesetzt) in Anodenraum „AR“ und Kathodenraum „KR“ nach Ende der Elektrolyse/des Versuches
{\displaystyle n_{Kat,H}={\frac {\Delta (c_{AR})}{\Delta (c_{AR})+\Delta (c_{KR})}}}
und:
{\displaystyle n_{An,H}={\frac {\Delta (c_{KR})}{\Delta (c_{AR})+\Delta (c_{KR})}}}
Symbol „H“ als Index steht hier für die Hittorfsche Methode. Kation Kat. Anion An.
Die Volumen von Anodenraum und Kathodenraum müssen hier gleich groß sein. Andernfalls müssen die Konzentrationsänderungen durch Stoffmengenänderungen (je Volumen oder je Masse Lösemittel) ersetzt werden.
Die Konzentrationen betrachten jeweils nur das Kation/oder das Anion. Meist das Kation, wenn edle Metalle an der Kathode abgeschieden werden und diese abgeschiedene Masse durch Wägung ermittelt wird. Die zugehörige Stoffmenge des Metalls wird berechnet.
Außerdem gilt für binäre Elektrolyte:
{\displaystyle {\frac {n_{\mathrm {Kat} }}{n_{\mathrm {An} }}}={\frac {\lambda _{\mathrm {Kat} }}{\lambda _{\mathrm {An} }}}={\frac {\Delta (c_{\mathrm {AR} })}{\Delta (c_{\mathrm {KR} })}}={\frac {n_{\mathrm {Kat} }}{1-n_{\mathrm {Kat} }}}}
Wie man an letzter Gleichung sieht, verhalten sich die Quotienten der Überführungszahlen wie die Quotienten der Äquivalentleitfähigkeiten (oder Wanderungsgeschwindigkeiten oder Ionenbeweglichkeiten), aber entgegengesetzt zu den Äquivalentkonzentrations-Änderungen.
Bei gleich großen Äquivalentleitfähigkeiten sind die Überführungszahlen beide 0,5, ihr Quotient 1 und die Konzentrationsänderungen in Kathodenraum und Anodenraum sind gleich groß, ihr Quotient also Eins.

#### Interpretation der Werte eines Versuches nach Hittorf
Näser nennt ein Praxisbeispiel, welches aber einige Fragen aufwirft, da es nicht vollständig plausibel ist.
Es sollen die Überführungszahlen von Kupfersulfatlösung bestimmt werden. Die Versuchstemperatur wird nicht genannt.
In der Hittorf-Apparatur liegt vor Versuchsbeginn überall eine Kupfer-konzentration von b=1,214 [g/kg Wasser] (Molalität) vor. Am Versuchsende ist die Kupferkonzentration im Anodenraum auf einen Endwert von 1,430 [g/kg Wasser] gestiegen. Die Konzentration des Kathodenraumes am Versuchsende wird nicht genannt. Insgesamt sollen sich 0,300 g Kupfer abgeschieden haben. Damit müssen aber 0,300 [g Kupfer/kg Wasser] gemeint sein, da nicht Äpfel mit Birnen verglichen werden können, und die Volumina von Kathodenraum und Anodenraum nicht genannt werden.
Aus der abgeschiedenen „Kupfermasse“ 0,300 [g/kg Wasser] wird mit der Molmasse von Kupfer (M=63,55 [g/mol]), der Faradaykonstante F=96485 [As/mol] und der Wertigkeit des Kupfer(II)-Ions (z=2) die geflossene Gesamtladungsmenge Q berechnet: 910,95 [As]. Im Anodenraum sollen 0,216 [g Kupferionen je kg Wasser] „zurückgeblieben“ sein (Differenz der End- und Anfangskonzentration). Dies soll der von den Sulfationen transportierten Ladungsmenge entsprechen, also q(-)=655,9 [As].
Daraus folgt nun n(-)=655,9/910,95=0,72. n(+)=1-n(-)=0,28. Das Kupferion soll also in Kupfersulfatlösung eine praktische Überführungszahl von 0,28 und das Sulfation 0,72 haben.
Es wird aber weder erläutert, warum die Konzentrationsdifferenz als „zurückgeblieben“ bezeichnet wird, noch warum sie der von den Sulfationen transportierten Ladungsmenge entsprechen soll.
Des Weiteren erhält man als Überführungszahlen für Kupfersulfat in idealverdünnter Lösung bei 25 °C die Werte n(+)=0,414 und n(-)=0,586 (Grenzleitfähigkeiten Kupfer 56,6 und Sulfat 80 [Scm2/mol]).
Die Kationen-Überführungszahl aus dem Hittorf-Versuch weicht also um −32,8 % vom theoretischen Wert bei idealer Verdünnung ab. Eine Erklärung dafür wird nicht gegeben.
Dennoch ist das Versuchsergebnis selbsterklärend. Das Sulfation hat bekanntermaßen eine höhere Ionenbeweglichkeit/Grenzleitfähigkeit/Wanderungsgeschwindigkeit als das Kupferion. Daher steigt im „Elektrodenraum des Sulfations“ (Anodenraum AR) die Elektrolytkonzentration (Kupferkonzentration und Kupfersulfatkonzentration) an, während sie im „Elektrodenraum des langsameren Kupferions“ (Kathodenraum KR) abnimmt.
Es zeigt sich, dass das Verhältnis der Ionenbeweglichkeiten oder Grenzleitfähigkeiten oder Wanderungsgeschwindigkeiten dem Verhältnis der am Versuchsende in den Elektrodenräumen erzielten Endkonzentrationen entspricht (bei gleich großen Ionenbeweglichkeiten wäre das Konzentrationsverhältnis 1):
Somit können die Überführungszahlen aus dem Konzentrationsverhältnis am Versuchsende direkt ermittelt werden (was in den Fachbüchern so nicht klar benannt wird).
Dazu betrachten wir noch einmal den genannten Versuch:
|                                                                                    | Molalität am Versuchsbeginn in [g Kupfer/kg Wasser] | während des Versuches abgeschiedene Kupfermenge in [g Kupfer/kg Wasser]   | Molalität am Versuchsende in [g Kupfer/kg Wasser] |
| ---------------------------------------------------------------------------------- | --------------------------------------------------- | ------------------------------------------------------------------------- | ------------------------------------------------- |
| Volumen Kathodenraum KR                                                            | 1,214                                               | (−0,300) abgeschieden im KR, bezogen aber auf das Summenvolumen von KR+AR | 0,398                                             |
| Volumen Anodenraum AR                                                              | 1,214                                               | 0                                                                         | 1,430                                             |
| arithmetisches Mittel von KR und AR (Molalität der vereinigten Volumina von KR+AR) | 1,214                                               | −0,300                                                                    | 0,914                                             |

Da während der Versuchsdauer 0,3 g Kupfer (je kg Wasser) abgeschieden wurden, muss die mittlere arithmetische Kupferkonzentration der vereinigten Volumina von Kathodenraum und Anodenraum am Versuchsende um 0,300 kleiner sein als der Anfangswert (1,214):
{\displaystyle 1{,}214-0{,}300=0{,}914}
Aus der Definition des arithmetischen Mittels folgt nun die Endkonzentration, die im Kathodenraum herrschen muss:
{\displaystyle 0{,}914=(1{,}430+b_{\text{KR, Versuchsende}})/2} und {\displaystyle b_{\text{KR, Versuchsende}}=0{,}398}.
Die bei Näser berechnete Überführungszahl n(+)=0,28 erhält man ebenfalls, wenn man den Quotienten der Endkonzentrationen des Kupfers bildet:
{\displaystyle n_{\text{langsames Kupfer-Kation}}=n_{+}={\frac {b_{\text{Elektrodenraum des langsamen Kupfer-Ions, Versuchsende}}}{b_{\text{Elektrodenraum des schnellen Sulfat-Ions, Versuchsende}}}}={\frac {0{,}398}{1{,}430}}=0{,}2783}
und folglich:
{\displaystyle n_{\text{schnelles Sulfat-Anion}}=n_{-}=1-n_{+}=1-0{,}2783=0{,}7217}
Somit gilt allgemein für jeden Versuch:
{\displaystyle n_{\text{langsames Ion}}={\frac {{\text{Endkonzentration }}b_{\text{im Elektrodenraum des langsamen Ions}}}{{\text{Endkonzentration }}b_{\text{im Elektrodenraum des schnellen Ions}}}}}
Die Endkonzentration im „Elektrodenraum des schnelleren Ions“ ist dabei immer größer als die im „Elektrodenraum des langsamen Ions“. Mit den „Elektrodenräumen des Ions“ ist allgemein der Elektrodenraum gemeint, zu dem das jeweilige Ion hinwandert, bedingt durch die Polarität seiner Ladung.
Die Molalität {\displaystyle b} bezieht sich im Beispiel auf das Kation (Kupfer), kann aber in anderen Beispielen auch auf abzuscheidende Anionen (z. B. Chlor als Chlorid und als Chlorgas) bezogen sein.

### Die Methode der wandernden Grenzfläche nach Mac Innes und Smith
Die Grenzfläche zweier aneinanderstoßender Elektrolyte verschiebt sich unter dem Einfluss eines elektrischen Feldes. Verwendet man ein farbiges Ion und gelingt es, die Grenzfläche während des Versuchs einigermaßen scharf zu halten, so kann man aus der Geschwindigkeit (Wanderungsgeschwindigkeit {\displaystyle u} des Ions bei der herrschenden Feldstärke {\displaystyle E}) dieser Verschiebung die Ionenbeweglichkeiten {\displaystyle v} und die Überführungszahlen {\displaystyle n} bestimmen.
Eine genaue Beschreibung der Methode nach Mc. Innes findet sich in „Elektrochemie“ (Giulio Milazzo, 1952) auf den Seiten 26–28.
Im Prinzip genügt es, einmal die Überführungszahl/Ionenbeweglichkeit eines beliebigen Ions für ein Salz (Lösung) zu messen. Die Ionenbeweglichkeiten aller anderen Ionen lassen sich dann durch Kombination mit diesem Ion aus Leitfähigkeitsmessungen bestimmen.
Als Grundbedingungen zur Anwendung der Methode von Mac Innes nennt Milazzo folgende:
- das farbige Indikatorion muss immer dem zu vermessenden (meist farblosen) Ion folgen
- das Indikatorion muss eine kleinere Ionenbeweglichkeit {\displaystyle v} als das zu vermessende Ion haben
- die Konzentration der Lösung mit dem Indikatorion ist so (niedriger) einzustellen, so dass auf es eine höhere Feldstärke (Spannungsabfall) einwirkt und beide Ionen letztlich genau gleich schnell wandern
- diejenige der beiden Lösungen mit der höheren Dichte, ist im Messrohr der Apparatur unter der Lösung der niedrigeren Dichte einzufüllen (Überschichtung beider Lösungen unterschiedlicher Konzentrationen und Dichten)

Des Weiteren ist es sinnvoll, den Strom während des Versuches durch eine Konstantstromquelle konstant zu halten. Die Verschiebung der Grenzfläche ist der geflossenen Ladungsmenge proportional. Bei konstantem Strom {\displaystyle I} somit der Zeit direkt proportional (konstante Verschiebungsgeschwindigkeit der Grenzfläche).

#### Der Trick der Methode von Mac Innes und Smith
Zwei verschiedene Ionen werden normalerweise immer zwei verschieden große Werte der Ionenbeweglichkeit v haben, und daher bei einer elektrischen Feldstärke {\displaystyle E} verschieden schnell wandern. Da das farbige Indikatorion „Ind“ aber genauso schnell im Versuch in der Messröhre des Apparates nach Mac Innes wandern soll, wie das zu vermessende Ion „x“, muss ein Trick angewendet werden: In der Apparatur müssen zwei verschiedene Feldstärken {\displaystyle E} herrschen, die jeweils nur auf das eine Ion (und sein Gegenion) beschleunigend wirken.
Die Ionen-Wanderungsgeschwindigkeit {\displaystyle u} ist das Produkt aus Feldstärke {\displaystyle E} und der Ionenbeweglichkeit {\displaystyle v}:
{\displaystyle u_{i}=E\cdot v_{i}}
in der Apparatur muss also gelten:
{\displaystyle u_{x}=E_{x}\cdot v_{x}=u_{\text{Ind}}=E_{\text{Ind}}\cdot v_{\text{Ind}}}
und damit:
{\displaystyle {\frac {E_{x}}{E_{\text{Ind}}}}={\frac {v_{\text{Ind}}}{v_{x}}}}
Anstelle der Ionenbeweglichkeiten {\displaystyle v} können auch die Äquivalentleitfähigkeiten/Grenzleitfähigkeiten {\displaystyle \lambda } eingesetzt werden.
In der Apparatur nach Mac Innes sind im Messrohr zwei „Flüssigkeitssäulen“ unterschiedlicher Konzentrationen und Dichte so überschichtet eingefüllt worden, so dass sie sich nicht vermischen.
Unten im senkrecht stehenden Messrohr ist die Lösung mit der höheren Dichte und darüber die mit der niedrigeren Dichte eingefüllt. Nehmen wir nun an, die beiden „Flüssigkeitssäulen“ seien gleich hoch. Beide Säulen haben den gleichen Querschnitt (Querschnitt des Messrohres innen) und werden vom gleichen Versuchsstrom {\displaystyle I} durchflossen. Der Versuchsstrom {\displaystyle I} wird idealerweise während des Versuches konstant gehalten, mittels Konstantstromquelle.
Die Feldstärke {\displaystyle E_{x}} ist die Spannung {\displaystyle U_{x}} die an der Flüssigkeitssäule mit dem enthaltenen zu vermessenden Ion x abfällt, bezogen auf die Höhe dieser Flüssigkeitssäule in [cm]. Analog gilt dies für die Feldstärke {\displaystyle E_{\text{Ind}}}.
Laut Milazzo muss das ausgewählte farbige Indikatorion immer eine niedrigere Ionenbeweglichkeit {\displaystyle v} als das zu vermessende (meist farblose) Ion haben. Damit es gleich schnell wandern kann, ist „seine“ Feldstärke also größer einzustellen, als die des zu vermessenden Ions. Dazu muss die Konzentration der Lösung mit dem Indikatorion niedriger eingestellt werden als die Konzentration der Lösung mit dem zu vermessenden Ion. (Hinweis: Die Spannungsabfälle an den Flüssigkeitssäulen sind nämlich das Produkt aus dem sich ergebenden Widerstand der Flüssigkeitssäule und dem fließenden – konstanten – Strom {\displaystyle I}. Mit sinkender ionischer Konzentration von Anionen und Kationen in der Flüssigkeitssäule steigt der Widerstand und damit der Spannungsabfall (Spannung) – bei konstantem Stromfluss – und damit die jeweilige elektrische Feldstärke {\displaystyle E}).
Es gilt also unter der Bedingung {\displaystyle v_{\text{Ind}}<v_{x}} näherungsweise:
{\displaystyle 1<{\frac {E_{\text{Ind}}}{E_{x}}}\approx {\frac {c_{x}}{c_{\text{Ind}}}}}
Bei einer genauen Berechnung müssen natürlich die Ionenbeweglichkeiten von Kation und Anion in der jeweiligen Lösung berücksichtigt werden, die ja beide additiv zur Leitfähigkeit beitragen. In den beiden Lösungen wird im Regelfall entweder das Kation oder das Anion in beiden Lösungen identisch sein, je nachdem, ob ein Anion oder ein Kation „vermessen“ werden soll.
Sind die benötigten Konzentrationen beider Lösungen berechnet, müssen deren Dichten bei der gewünschten Messtemperatur bestimmt werden. Die Lösung mit der höheren Dichte wird unten ins Messrohr eingefüllt und mit der leichteren Lösung vorsichtig überschichtet. Die Dichten allein bestimmen also ob das farbige Indikatorion sich letztlich oben befindet und im Versuch nach unten wandert, oder sich unten befindet und dann nach oben wandert.
Die farbige/farblose Grenzfläche beider Flüssigkeitsschichten wandert beim Versuch mit der Wanderungsgeschwindigkeit {\displaystyle u_{x}=u_{\text{Ind}}}. Da beim Wandern Ladungen verschoben werden, ist die zurückgelegte Strecke der verschobenen Grenzfläche einer geflossenen Ladungsmenge, also dem Produkt aus Strom mal Zeit proportional.
Nach welcher Methode allerdings das Konzentrationsverhältnis eingestellt wird, wenn die Ionenbeweglichkeit {\displaystyle v} des zu vermessenden Ions x noch unbekannt ist (das wäre ja eigentlich der Anwendungsfall), wird auch bei Milazzo nicht beantwortet. Es ist zu vermuten, dass die Ionenbeweglichkeit schon grob bekannt sein muss (und die Konzentrationen danach eingestellt werden), beispielsweise aus dem Hittorf-Versuch, und die Methode nach Mac Innes dann nur noch zur genauen Bestimmung der wahren Überführungszahl dient. Hier soll darauf hingewiesen werden, dass laut Milazzo die wahren Überführungszahlen nach Hittorf und die nach Mac Innes bei genauer Arbeitsweise eine vergleichbare Genauigkeit aufweisen (Tab. 2, S. 28).

### Die Methode der wandernden Grenzfläche nach Walther Nernst für farbige Ionen
Walther Nernst bestimmte die Wanderungsgeschwindigkeit farbiger Ionen durch Messung der Verschiebung einer sichtbaren Grenzfläche. In seiner Apparatur wirkte auf alle Ionen praktisch nur eine identische elektrische Feldstärke E. Diese einfache Methode wurde von Smith und MacInnes weiterentwickelt für die Messung auch farbloser Ionen unter Nutzung zweier verschiedener Feldstärken.

### Durch Messung der Zellspannung eines Konzentrationselementes mit Überführung/Diaphragma
Nach Milazzo existiert die Möglichkeit, durch stromlose Messung der Zellspannung eines Konzentrationselementes (Leerlaufspannung, historisch: Elektromotorische Kraft) die Überführungszahlen eines binären Elektrolyten mit vorzugsweise Ein/Ein-wertigen Ionen (Kation und Anion sind einwertig) zu bestimmen. Das Konzentrationselement ist die Zusammenschaltung zweier Halbelemente mit identischem Elektrodenmaterial für Kathode und Anode. Die Elektroden tauchen dabei in eine Salzlösung des gleichen Salzes ein, wobei in beiden Halbelementen unterschiedliche Konzentrationen ({\displaystyle c_{1}} und {\displaystyle c_{2}}) dieses Salzes vorhanden sein müssen. Beide Halbzellen sind nicht über einen Stromschlüssel, sondern über ein Diaphragma verbunden. Daher handelt es sich hier um eine Zelle mit Überführung. Aus der Konzentrationsdifferenz resultiert entsprechend der Nernst-Gleichung eine Leerlauf-Zellspannung (Potentialdifferenz) zu der die eventuell auftretenden Diffusionsspannungen addiert sind.
Die Überführungszahlen sollen nach den Gleichungen
{\displaystyle n_{\text{Kation}}={\frac {E_{\text{Anode}}}{(E_{\text{Anode}}-E_{\text{Kathode}})}}}
und
{\displaystyle n_{\text{Anion}}={\frac {E_{\text{Kathode}}}{(E_{\text{Kathode}}-E_{\text{Anode}})}}}
berechnet werden. {\displaystyle E} ist dabei die Potentialdifferenz oder Spannung zwischen der jeweiligen Elektrode und der Referenzelektrode.
Voraussetzung soll sein, dass der Wert der Überführungszahlen zwischen den verschiedenen Konzentrationen {\displaystyle c_{1}} und {\displaystyle c_{2}} nicht veränderlich (konzentrationsabhängig) ist und beide Konzentrationen sich während der Messung nicht verändern.
Näser nennt folgende Formel:
{\displaystyle n_{\text{Anion}}={\frac {E_{n\pm }}{E}}={\frac {E_{\text{mit Überführung/Diaphragma}}}{E_{\text{ohne Überführung/mit Stromschlüssel}}}}}
Die Methode der Bestimmung der Überführungszahlen aus den Diffusionsspannungen ist ungenauer als die Methoden nach Hittorf und Mc Innes.

#### Diffusionsspannung als Funktion der Überführungszahlen (Henderson’sche Gleichung)
Grundlage der genannten Messmethode ist die Diffusionsspannung, die für 1-1-wertige Elektrolyte von der Henderson’schen Gleichung:
{\displaystyle E_{\text{Diff}}=(n_{\text{An}}-n_{\text{Kat}})\cdot {\frac {R\cdot T}{z\cdot F}}\cdot \ln \left({\frac {a_{1}}{a_{2}}}\right)=(2\cdot n_{\text{An}}-1)\cdot {\frac {R\cdot T}{z\cdot F}}\cdot \ln \left({\frac {a_{1}}{a_{2}}}\right)}
mit {\displaystyle a_{1}>a_{2}} (Aktivitäten oder alternativ molare Konzentrationen), Ladungsaustauschzahl (eff. Wertigkeit) {\displaystyle z}, allgemeine Gaskonstante {\displaystyle R}, absolute Temperatur {\displaystyle T} in [K], Faradaykonstante {\displaystyle F}.
beschrieben wird und immer dann auftritt, wenn durch ein Diaphragma einwertiges Kation und einwertiges Anion mit verschiedenen Geschwindigkeiten (unterschiedliche Ionenbeweglichkeiten!) hindurch diffundieren. Sie ist eine Funktion der Ionenbeweglichkeiten/Überführungszahlen.
Die genannte Gleichung ist nicht zu verwechseln mit der Henderson-Hasselbalch-Puffergleichung.
Es existiert auch eine Gleichung für Diffusionsspannungen binärer Elektrolyte mit mehrwertigen Ionen:
{\displaystyle E_{\text{Diff}}={\frac {{\dfrac {u_{\text{Kat}}}{z_{\text{Kat}}}}-{\frac {u_{\text{An}}}{z_{\text{An}}}}}{u_{\text{Kat}}+u_{\text{An}}}}\cdot {\frac {R\cdot T}{F}}\cdot \ln \left({\frac {a_{1}}{a_{2}}}\right)}
In diesen Gleichungen können die Wanderungsgeschwindigkeiten {\displaystyle u} direkt durch Ionenbeweglichkeiten {\displaystyle v} oder Äquivalentleitfähigkeiten (lambda) ersetzt werden, da sich Feldstärke {\displaystyle E} und/oder Faradaykonstante {\displaystyle F} in Zähler und Nenner des Quotienten wegkürzen. Ersetzt man in letzterer Gleichung die Wanderungsgeschwindigkeiten {\displaystyle u} durch die Überführungszahlen des binären Elektrolyten, erhält man die Gleichung für Abhängigkeit der Diffusionsspannung bei binären Elektrolyten mehrwertiger Ionen von der/den Überführungszahlen:
{\displaystyle E_{\text{Diff}}=\left({\frac {n_{\text{Kat}}}{z_{\text{Kat}}}}-{\frac {n_{\text{An}}}{z_{\text{An}}}}\right)\cdot {\frac {R\cdot T}{F}}\cdot \ln \left({\frac {a_{1}}{a_{2}}}\right)=\left(n_{\text{Kat}}\cdot \left({\frac {1}{z_{\text{Kat}}}}+{\frac {1}{z_{\text{An}}}}\right)-{\frac {1}{z_{\text{An}}}}\right)\cdot {\frac {R\cdot T}{F}}\cdot \ln \left({\frac {a_{1}}{a_{2}}}\right)}
Als weitere Literatur mit verschiedenen Gleichungen zu den Zusammenhängen von Diffusionsspannungen und Überführungszahlen (oder Ionenbeweglichkeiten) seien genannt das „Anorganikum“ (S. 328–331) und „ABC Chemie“.

### Vergleich der drei Methoden
- Die Methode durch Messung der Diffusionsspannung {\displaystyle E_{\mathrm {d} }} liefert augenblicklich Werte, sobald sich nach wenigen Sekunden die Gleichgewichtsspannungen eingestellt haben. Leider ist diese Methode die ungenaueste. Es muss außerdem mit einem höchstohmigen Voltmeter (z. B. Differentialvoltmeter, Röhrenvoltmeter oder FET-Voltmeter) gemessen werden, da jede Stromentnahme aus der Zelle vermieden werden muss (es soll ja die Quellenspannung gemessen werden). Sinnvollerweise sind die Konzentrationen beider Halbzellen möglichst unterschiedlich (sehr hoch und ganz niedrig) einzustellen, da so die Messgenauigkeit (die Diffusionsspannung) erhöht wird.

- Die Methode nach Hittorf ist einfach anzuwenden. Es muss aber möglichst mit einem niedrigen Strom gearbeitet werden und die Temperatur der Apparatur dabei konstant gehalten werden (isotherme Messung). Kathodenraum und Anodenraum müssen idealerweise exakt gleiche Volumina haben, da nur dann die Konzentrationsänderungen (ohne weiteres umrechnen) übertragbar sind. Wegen der geringen Ströme/Stromdichte dauert der Versuch länger. Die geflossenen Amperestunden oder Milliamperestunden (Summenstrom von Kationen und Anionen) müssen gemessen werden. Daher ist eine Konstantstromquelle sinnvoll (Versuchs-Zeit stoppen). Letztlich muss die abgeschiedene Edelmetallmasse bestimmt werden durch Wägen der Kathode. Eventuell abgeschiedene Gase müssen volumetrisch mit einer Gasbürette bestimmt werden. Es können auch Kationen unedler Metalle wie Kalium und Natrium abgeschieden werden, wenn eine Quecksilberkathode benutzt und die Apparatur mit höherer Stromdichte betrieben wird. Letztlich wird dann das Quecksilber ausgewogen um die in ihm als Amalgam gebundene unedle Metall-Masse zu bestimmen. Dies ist nur mit Metallen möglich, die mit Quecksilber Legierungen (Amalgame) bilden. Milazzo bildet eine solche Hittorf-Apparatur mit Quecksilberkathode (Abb. 3, „Jahnscher Apparat“, S. 25) ab.[37]

- Die Methode nach Mac Innes/Smith ist die sicherste zur Bestimmung der wahren Überführungszahl, da die Wanderungsgeschwindigkeit des Ions direkt bestimmt wird. Sie ist aber offenbar nicht leicht umsetzbar. Es muss ein farbiges Indikatorion gefunden werden, dessen Wanderungsgeschwindigkeit durch geeignete Wahl der Konzentrationen zweier überschichteter Lösungen (des zu bestimmenden und des farbigen Indikator-Ions) möglichst genauso schnell wandert (also nicht schneller oder langsamer) wie das zu bestimmende Ion. Es werden zwei Lösungen mit verschiedenen Dichten überschichtet. Dabei enthält nur eine das farbige Indikatorion. Letztlich findet ein Wandern der Grenzfläche zwischen beiden Lösungen statt, deren Wanderungsgeschwindigkeit durch visuelle Beobachtung bestimmt wird (mit hochgenauen Vergrößerungsvorrichtungen und offenbar einem Nonius oder einer sonstigen Skala). Die Wanderungsgeschwindigkeit der Grenzfläche entspricht der des zu bestimmenden Ions und der des Indikatorions.[38]

Die Genauigkeit der Methoden nach Hittorf und Mac Innes ist etwa gleich groß.

## Berechnungsmethoden

### Grundlagen
Physikalische Grundlage der Überführungszahl {\displaystyle n_{i}} ist der von jeder Ionenart {\displaystyle i} im elektrischen Feld beigebrachte Strom (Teilstrom) {\displaystyle J_{i}}, der nur von den sich tatsächlich an den Elektroden entladenden Ionen (siehe Zersetzungspotential) beigebracht wird. Der Strom (Teilstrom) {\displaystyle J_{i}} setzt sich aus dem Produkt von Faradaykonstante {\displaystyle F}, Feldstärke {\displaystyle E} (bzw. elektrischer Spannung {\displaystyle U} je Elektrodenabstand {\displaystyle l}), Elektrodenoberfläche {\displaystyle A} (in Quadratzentimeter), der molaren ionischen Konzentration (Stoffmenge des Ions {\displaystyle i} bezogen auf Kubikzentimeter), der Ladungszahl (Ladungsaustauschzahl) {\displaystyle z} (oder {\displaystyle n}) und der Ionenbeweglichkeit {\displaystyle v} (die keine Geschwindigkeit ist!) zusammen:
{\displaystyle J_{i}=F\cdot E\cdot A\cdot c_{i,mol/cm3!}\cdot z_{i}\cdot v_{i}}
mit
{\displaystyle E={\frac {U}{l}}}
Der Gesamtstrom Iges setzt sich additiv aus den Teilströmen Ji zusammen.
Die Überführungszahl ist der jeweilige Teilstrom Ji des Ions i normiert auf den Gesamtstrom/Summenstrom (bzw. transportierte Teilladungsmenge qi durch das Ions i normiert auf die transportierte Gesamtladungsmenge Q aller Ionen).
Die Zusammenhänge zwischen Ionenbeweglichkeit {\displaystyle v} in [Scm2/As], Wanderungsgeschwindigkeit {\displaystyle u} in [cm/s] im Elektrischen Feld {\displaystyle E} in [V/cm] und der zu jeder Ionenkonzentration konstanten isothermen Äquivalentleitfähigkeit {\displaystyle \lambda } in [Scm2/mol] sind:
ionische Wanderungsgeschwindigkeit {\displaystyle u_{\pm }=v_{+/-}*E={\frac {E\cdot \lambda _{\pm }}{F}}}
und
Ionenbeweglichkeit {\displaystyle v_{\pm }={\frac {u_{\pm }}{E}}={\frac {\lambda _{\pm }}{F}}}
Für E = 1 [V/cm] (oder 1V/m, je nach verwendeten Einheiten der Ionenbeweglichkeit v) sind u und v gleich große Zahlenwerte (haben aber dennoch unterschiedliche Einheiten)!
Die Grenz-Äquivalentleitfähigkeit (lambda-unendlich) gilt nur für c=0mol/liter, näherungsweise auch unterhalb c=0,01 mol/liter für einwertige Ionen (mit vorhandenen mehrwertigen Ionen unterhalb einer Ionenstärke von 0,01 mol/liter).

#### Hinweise zu den Einheiten der Ionenbeweglichkeit v
Achtung: die Ionenbeweglichkeit ist keine Geschwindigkeit, obwohl sie das Symbol {\displaystyle v} hat. (Es ist eine normierte Geschwindigkeit)
Es gilt für ihre Einheiten die Beziehung:
{\displaystyle 1\,\mathrm {\frac {m^{2}}{Vs}} =1\,\mathrm {\frac {Sm^{2}}{As}} =10000\,\mathrm {\frac {cm^{2}}{Vs}} =10000\,\mathrm {\frac {Scm^{2}}{As}} }
Die Ionenbeweglichkeit {\displaystyle v} ist bei einer Feldstärke {\displaystyle E} von 1 V/m oder 1 V/cm wertmäßig identisch mit der Bewegungsgeschwindigkeit {\displaystyle u} des Ions in der jeweils richtigen Einheit (m/s oder cm/s). Denn es gilt:
{\displaystyle v={\frac {u}{E}}={\frac {u\cdot l}{U}}}
1 Siemens: 1S (= 1/1Ohm= 1A/V). Sekunde s. Spannung {\displaystyle U}. Wanderungsgeschwindigkeit {\displaystyle u}. Elektrodenabstand {\displaystyle l}.
Im physikalischen Kontext ist die SI-Einheiten für {\displaystyle v} in [m2/Vs]=[Sm2/As] gebräuchlich. In technischen Anwendungen wird dagegen häufig mit cgs-Einheiten [Scm2/As]=[cm2/Vs] gerechnet, da die Elektrodenflächen und Elektrodenabstände gern in [cm2] und [cm] angegeben werden.

#### Hinweise zur Bedeutung der Ionenbeweglichkeit v
Die äquivalenten Ionenbeweglichkeiten {\displaystyle \mu } der meisten Ionen in wässriger Lösung liegen bei:
{\displaystyle \mu \approx 3\dots 10\cdot 10^{-3}\mathrm {\frac {m^{2}}{val\cdot \Omega }} } mit den Einheiten Val und Ohm.
Die Einheit val ist veraltet und darf nicht mehr verwendet werden. Die Ionenbeweglichkeit von Hydroniumionen bei 25 °C ist 0,00362 [Scm2/As] (entspricht auch [cm2/Vs]) oder in den im physikalischen Kontext benutzten Einheiten: {\displaystyle 326,7\cdot 10^{-9}} [m2/Vs] (entspricht auch [Sm2/As]).
Siehe Ionenbeweglichkeiten in aktuellen Einheiten unter Ionenbeweglichkeit#Zahlenwerte.
Lediglich das Proton und das Hydroxidion sind wesentlich beweglicher, was auf dem besonderen Bewegungsmechanismus dieser beiden Ionen beruht: zur normalen Ionenwanderung tritt hier noch der Grotthuß-Mechanismus, eine synchrone, sprunghafte Ortsveränderung vieler Protonen über zwischenmolekulare Wasserstoffbrücken.
Im Prinzip genügt es, einmal die Überführungszahl/Ionenbeweglichkeit eines beliebigen Ions für ein Salz (Lösung) zu messen. Die Ionenbeweglichkeiten aller anderen Ionen lassen sich dann durch Kombination mit diesem Ion aus Leitfähigkeitsmessungen bestimmen.

#### Hinweise zu veralteten Symbolen der verknüpften Größen
heute gilt im SI-System:
- Zeit {\displaystyle t}
- Geschwindigkeit {\displaystyle v}
- Stoffmenge {\displaystyle n}
- Äquivalentleitfähigkeit, Grenzleitfähigkeit einzelner Ionen {\displaystyle \lambda } oder {\displaystyle \Lambda } (oft mit +/- Index)

Techniker benutzen aber auch heute noch teilweise w als Symbol der Geschwindigkeit. In der Elektrochemie ist u das Symbol der Wanderungsgeschwindigkeit des Ions. Physiker und Techniker nutzen dafür auch alternativ Symbol v (physikalische Geschwindigkeit des SI-Systems). In der Elektrochemie ist v aber die auf die Feldstärke normierte Wanderungsgeschwindigkeit, die sogenannte Ionenbeweglichkeit v. Die Ionenbeweglichkeit ist eine isotherme Konstante für jedes Ion. Die Ionenwanderungsgeschwindigkeit u steigt mit der elektrischen Feldstärke E (Spannung U je Elektrodenabstand l) an, während die Ionenbeweglichkeit v konstant ist/bleibt.
Für die Überführungszahl sollte man heute möglichst n+ und n- benutzen, da t die Zeit im SI-System ist. n ist aber auch die Wertigkeit (alternativ: z) eines Ions und im SI-System die Stoffmenge n (mole).
Das kleine ({\displaystyle \lambda }) oder große Lamba ({\displaystyle \Lambda }) ist heute die Äquivalentleitfähigkeit zur jeweiligen Konzentration (mit Index „c“) oder für ideale Verdünnung (Grenzleitfähigkeit, versehen mit Index „unendlich“). Das große Lambda {\displaystyle \Lambda } wird teilweise auch als Summen-Äquivalentleitfähigkeit aller Ionen benutzt.
Also gilt zusätzlich heute außerhalb des SI-Systems in der Elektrochemie und Physikalischen Chemie:
- Wanderungsgeschwindigkeit u des Ions
- Ionenbeweglichkeit v (die keine Geschwindigkeit ist!)
- Überführungszahlen n+, n-
- Ladungszahl, Wertigkeit oder Ladungsaustauschzahl {\displaystyle n}, {\displaystyle z}
- Oft ist die Summen-Äquivalentleitfähigkeit aller Ionen mit dem großen Lambda {\displaystyle \Lambda } benannt (ohne Index +/–)

früher:
- Zeit {\displaystyle t}
- Geschwindigkeit {\displaystyle v} (Physik) oder {\displaystyle w} (Technik), selten {\displaystyle u}
- Überführungszahl {\displaystyle n} oder {\displaystyle t}
- Ionenbeweglichkeit (auch als „Ionenleitvermögen“ betitelt): w, w+, w- oder u(Kation) und v(Anion) („u“ u. „v“ bei Milazzo in „Elektrochemie“) sowie u (für Kation und Anion)
- Ionenwanderungsgeschwindigkeit (auch als „Wanderungsfähigkeit“ betitelt): w+, w- (bei Milazzo in „Elektrochemie“ S. 42 und bei Keune in „chimica“ S. 139) sowie v (als physik. Geschwindigkeit; Keune „chimica“)
- Äquivalentleitfähigkeit, Grenzleitfähigkeit einzelner Ionen {\displaystyle \lambda } oder {\displaystyle \Lambda } (oft mit +/- Index), auch Ionenleitvermögen genannt
- Oft ist die Summen-Äquivalentleitfähigkeit aller Ionen mit dem großen Lambda {\displaystyle \Lambda } benannt (ohne Index +/-)

Wegen dieser vielen Änderungen und Mehrdeutigkeiten ist ein solcher Überblick dringend nötig.
Auch im Buch von Milazzo ist es bei Übersetzung aus dem Italienischen ins Deutsche zu Fehlübersetzungen gekommen. Gern werden Ionenbeweglichkeit und Wanderungsgeschwindigkeit verwechselt. Man beachte immer die Einheiten. Bei einer Feldstärke von 1 V/cm (oder 1 V/m) sind die Wanderungsgeschwindigkeiten der Ionen mit den Ionenbeweglichkeiten in [Scm2/As] (oder [Sm2/As]) zahlenmäßig gleich groß.

#### Quotient zweier Überführungszahlen
Das Verhältnis zweier Überführungszahlen beliebiger am Stromtransport beteiligter Ionen i und k eines Elektrolyten ist jeweils der Quotient der Produkte von molarer Konzentration (des jeweiligen Ions) in [mol/cm3], Ladungsaustauschzahl {\displaystyle z} des jeweiligen Ions und der Wanderungsgeschwindigkeit {\displaystyle u} des Ions in [cm/s]. Anstelle der Wanderungsgeschwindigkeit {\displaystyle u} in [cm/s] kann auch die Ionenbeweglichkeit {\displaystyle v} in [Scm2/As] oder die Äquivalentleitfähigkeit {\displaystyle \lambda } in [Scm2/mol] eingesetzt werden. Da es sich um einen Quotienten handelt, kann anstelle der speziellen molaren Konzentrationen (bezogen auf Kubikzentimeter!) auch die normale molare Konzentration der Ionen in [mol/liter] eingesetzt werden (Faktor 1000 oder 1/1000 kürzt sich weg):
{\displaystyle {\frac {n_{i}}{n_{k}}}={\frac {c_{i,spez}\cdot z_{i}\cdot v_{i}}{c_{k,spez}\cdot z_{k}\cdot v_{k}}}={\frac {c_{i,spez}\cdot z_{i}\cdot u_{i}}{c_{k,spez}\cdot z_{k}\cdot u_{k}}}={\frac {c_{i,spez}\cdot z_{i}\cdot \lambda _{i}}{c_{k,spez}\cdot z_{k}\cdot \lambda _{k}}}}
Die Konzentrationen der Ionen sind nicht die molekulare Konzentration des gelösten Salzes (Dissoziationsgrad und stöchiometrische Koeffizienten müssten sonst berücksichtigt werden).
Anstelle der Konzentrationen sind eigentlich die Aktivitäten zu berücksichtigen oder der individuelle Aktivitätskoeffizient jedes Ions an jede Konzentration zu multiplizieren.
Für binäre Elektrolyte (ein Kation und ein Anion) kann {\displaystyle z_{i}} (Ladungsaustauschzahl) weggekürzt werden, da es hier immer gleich groß ist für Kation und Anion. Bei Dissoziation in mehr als zwei Ionen gilt das nicht mehr. Bei gleich großen Ionenkonzentrationen, beispielsweise bei der Dissoziation eines binären 1-1-wertigen Elektrolyten, können die ionischen Konzentrationen auch gekürzt werden.

### Berechnung der theoretischen Überführungszahl für idealverdünnte Lösungen
Da die Ionenbeweglichkeiten {\displaystyle v}, ionische Wanderungsgeschwindigkeiten {\displaystyle u} (oder veraltet: {\displaystyle w}) und Grenz-Äquivalentleitfähigkeiten {\displaystyle \lambda } einander linear proportional sind (nur durch Natur-Konstanten gekoppelt), gilt für idealverdünnte Lösungen ({\displaystyle c}=0 mol/liter):
{\displaystyle n_{\text{Kat}}={\frac {J_{\text{Kat}}}{(J_{\text{Kat}}+J_{\text{An}})}}={\frac {u_{\text{Kat}}}{(u_{\text{Kat}}+u_{\text{An}})}}={\frac {v_{\text{Kat}}}{(v_{\text{Kat}}+v_{\text{An}})}}={\frac {\lambda _{\text{Kat}}}{(\lambda _{\text{Kat}}+\lambda _{\text{An}})}}={\frac {q_{\text{Kat}}}{(q_{\text{Kat}}+q_{\text{An}})}}={\frac {q_{\text{Kat}}}{Q}}}
und analog für das Anion:
{\displaystyle n_{\text{An}}={\frac {J_{\text{An}}}{(J_{\text{Kat}}+J_{\text{An}})}}={\frac {u_{\text{An}}}{(u_{\text{Kat}}+u_{\text{An}})}}={\frac {v_{\text{An}}}{(v_{\text{Kat}}+v_{\text{An}})}}={\frac {\lambda _{\text{An}}}{(\lambda _{\text{Kat}}+\lambda _{\text{An}})}}={\frac {q_{\text{An}}}{(q_{\text{Kat}}+q_{\text{An}})}}={\frac {q_{An}}{Q}}}
Für nicht-binäre Elektrolyte ist an jeden Term in diesen Gleichungen noch die Wertigkeit/Ladungsaustauschzahl {\displaystyle z} des jeweiligen Ions zu multiplizieren. Für binäre Elektrolyte ist die Ladungsaustauschzahl für alle Ionen gleich, aufgrund der Elektroneutralität einer Lösung, und kann daher aus den Gleichungen herausgekürzt werden.
Hierzu ist anzumerken, dass die in Tabellenwerken gelisteten Äquivalentleitfähigkeiten von Ionen ja bereits auf die Äquivalentkonzentration und somit auf molare Konzentration und auf Ionenwertigkeit {\displaystyle z} normiert wurden. Deswegen werden die Werte von Ionen mit {\displaystyle z=2}, angegeben als (1/2)·Grenzleitfähigkeitswert etc. Die Grenzleitfähigkeitswerte mehrwertiger Ionen werden in der Rechnung daher genauso mit der effektiven Ladungsaustauschzahl/Ionenwertigkeit multipliziert, wie die einwertiger Ionen, die in der Formel mehrfach enthalten sind. Wie beispielsweise Nitrat in Bariumnitrat zweimal enthalten ist, also die effektive Wertigkeit (Ladungsaustauschzahl) des Nitrations hier 2 ist. Letztlich kürzen sich auch hier, wie bei allen binären Elektrolyten, die Ladungsaustauschzahlen weg, da sie gleich groß sind (hier 2 für Nitrat und Barium).
Praktisch kann man für 1-1-wertige Elektrolyte bis zu molaren Konzentrationen von maximal {\displaystyle c}=0,01 mol/liter die Gültigkeit dieser Gleichungen (ohne größere Fehler zu erzeugen) annehmen. Dies ist der Gültigkeitsbereich des Kohlrausch-Quadratwurzel-Gesetzes. Das Quadratwurzelgesetz von Kohlrausch gilt erfahrungsgemäß für Gesamt-Konzentrationen (diss. + undiss.) unterhalb 0,01 mol/liter für 1-1-wertige Elektrolyte. Liegen mehrwertige Ionen vor, ist es erfahrungsgemäß gültig wenn die berechnete Ionenstärke {\displaystyle I} unterhalb 0,01 mol/Liter liegt.
Aus den in Tabellenwerken gelisteten (konstanten) Grenzleitfähigkeiten der Ionen für 25 °C können nun die Überführungszahlen für 25 °C und ideale Verdünnung ({\displaystyle c=0}) berechnet werden. Für andere Konzentrationen und Temperaturen sind aber andere Werte zu erwarten.
Nur die Ionen die tatsächlich auch Entladen werden können tragen auch real zu den Überführungszahlen bei. Nur diese sind zu berücksichtigen. Siehe Kapitel Redoxpotential.
Berechnet man aus den Grenzleitfähigkeiten für 25 °C von Hydroniumion (349,8 Scm2/mol), Pikration (31 Scm2/mol) und Acetation (40,9 Scm2/mol) die Überführungszahlen von Kation und Anion für idealverdünnte ({\displaystyle c}=0 mol/l) Essigsäure und Pikrinsäure, so erhält man:
- Essigsäure n(+)=0,895/n(-)=0,105
- Pikrinsäure n(+)=0,919/n(-)=0,081

Milazzo nennt für jeweils {\displaystyle c}=0,1–1,0 molare Essigsäure und Pikrinsäure die Werte: 0,892/0,108 (Essigsäure) und 0,910/0,090 (Pikrinsäure).
Der berechnete Wert gilt nur für die jeweilige Temperatur (Bezugstemperatur der Grenzleitfähigkeiten etc.).

#### Beispiel Bariumnitrat
Ba(NO3)2
Barium ist zweiwertig. Das Nitration ist einwertig. Die Ladungsaustauschzahl ist {\displaystyle z=2}, da zu jedem Bariumion zwei Nitrationen entladen werden müssen. Die Ladungsaustauschzahl kann weggekürzt werden, da das Salz binär ist(aus einem Kation und einem Anion besteht).
n(Ba++) = 2·63,6/(2·63,6+2·71,5) = 63,6/(63,6+71,5) = 0,471

#### Beispiel Eisen(III)-sulfat
Fe2(SO4)3
Eisen ist hier dreiwertig. Das Sulfation ist zweiwertig. Die Ladungsaustauschzahl ist 2·3 = 3·2 = 6 und kann weggekürzt werden (binäres Salz).
n(Fe+++) = 2·3·68/(2·3·68+3·2·80) = 68/(68+80) = 0,460

#### Beispiel Quecksilber(I)-nitrat
[Hg2](NO3)2
Das Quecksilber(I)-Ion hat die Wertigkeit +2 (nicht +1). Das Nittration ist einwertig. Die Ladungsaustauschzahl {\displaystyle z} ist 2 und kann weggekürzt werden.
n([Hg2]++) = 2·68,6/(2·68,6+2·71,5) = 68,6/(68,6+71,5) = 0,490

#### Beispiel des trinären Salzes Natrium-kalium-sulfat
NaKSO4
Bei nicht-binären Salzen kann die Ladungsaustauschzahl {\displaystyle z} nicht in jedem Fall weggekürzt werden.
Für das Beispiel müssen mindestens drei (Grenz-)Fälle unterschieden werden.
Fall 1) An einer Quecksilberkathode werden bei hoher Stromdichte gleichzeitig Natrium und Kalium im molaren Verhältnis 1:1 entladen. Die Ladungsaustauschzahl ist für das Sulfation 2, aber für Natrium und Kalium jeweils 1. Kürzen ist nicht möglich.
n(Na+) = 1·50,1/(1·50,1+1·73,5+2·80) = 0,177 und n(K+) = 1·73,5/(1·50,1+1·73,5+2·80) = 0,259
sowie n(SO4--) = 2·80/(1·50,1+1·73,5+2·80) = 0,564
Fall 2) An einer Quecksilberkathode wird nur das Natriumion entladen. Die Ladungsaustauschzahl ist {\displaystyle z=2}, da für jedes Sulfation zwei einwertige Natriumionen entladen werden. Die Ladungsaustauschzahl kann weggekürzt werden. Kaliumionen werden nicht entladen.
n(Na+) = 2·50,1/(2·50,1+2·80) = 50,1/(50,1+80) = 0,385
n(SO4--) = 2·80/(2·50,1+2·80) = 80/(50,1+80)=0,615
Fall 3) An einer Quecksilberkathode wird nur das Kaliumion entladen. Die Ladungsaustauschzahl ist {\displaystyle z=2}, da für jedes Sulfation zwei einwertige Kaliumionen entladen werden. Die Ladungsaustauschzahl kann weggekürzt werden. Natriumionen werden nicht entladen.
n(K+) = 2·73,5/(2·73,5+2·80) = 73,5/(73,5+80) = 0,479
n(SO4--) = 2·80/(2·73,5+2·80) = 80/(73,5+80) = 0,521
Fall 4) Das Verhältnis von entladenen Stoffmengen Natriumionen und Kaliumionen variiert zueinander.
Die Überführungszahlen von Kationen und Anionen bewegen sich zwischen den Fällen 2 und 3.

### Berechnung der theoretischen Überführungszahl für realverdünnte Lösungen
Unter realverdünnten Lösungen sind hier Elektrolyt-Lösungen mit Konzentrationen {\displaystyle c>0} zu verstehen ({\displaystyle c=0} wäre idealverdünnt). Wie viel Strom (je Elektrodenfläche) ein Ion bei einer Temperatur in einem Lösemittel transportieren kann, hängt nicht nur von seiner Ionenbeweglichkeit/Wanderungsgeschwindigkeit/Grenzleitfähigkeit und der Spannung (genauer der Feldstärke) ab, sondern auch von seiner ionischen molaren Konzentration (in [mol/cm3] einzusetzen) in der es in der Lösung vorliegt.
Aus der Gleichung für den Ionenstrom (Teilstrom){\displaystyle J_{i}} des Ions {\displaystyle i}:
{\displaystyle J_{i}=F\cdot E\cdot A\cdot c_{i,mol/cm^{3}}\cdot z_{i}\cdot v_{i}}
mit
{\displaystyle E={\frac {U}{l}}}
folgt nun für die Überführungszahl {\displaystyle n_{i}} für Kation:
{\displaystyle n_{Kat}={\frac {c_{Kat,aequi}\cdot z_{Kat}\cdot v_{Kat}}{(c_{Kat}\cdot z_{Kat}\cdot v_{Kat}+c_{An}\cdot z_{An}\cdot v_{An})}}={\frac {c_{Kat}\cdot z_{Kat}\cdot u_{Kat}}{(c_{Kat}\cdot z_{Kat}\cdot u_{Kat}+c_{An}\cdot z_{An}\cdot u_{An})}}={\frac {c_{Kat}\cdot z_{Kat}\cdot \lambda _{Kat,c}}{(c_{Kat}\cdot z_{Kat}\cdot \lambda _{Kat,c}+c_{An}\cdot z_{An}\cdot \lambda _{An,c})}}={\frac {q_{Kat}}{(q_{Kat}+q_{An})}}={\frac {q_{Kat}}{Q}}}
und für das Anion:
{\displaystyle n_{An}={\frac {c_{An,aequi}\cdot z_{An}\cdot v_{An}}{(c_{Kat}\cdot z_{Kat}\cdot v_{Kat}+c_{An}\cdot z_{An}\cdot v_{An})}}={\frac {c_{An}\cdot z_{An}\cdot u_{An}}{(c_{Kat}\cdot z_{Kat}\cdot u_{Kat}+c_{An}\cdot z_{An}\cdot u_{An})}}={\frac {c_{An}\cdot z_{An}\cdot \lambda _{An,c}}{(c_{Kat}\cdot z_{Kat}\cdot \lambda _{Kat,c}+c_{An}\cdot z_{An}\cdot \lambda _{An,c})}}={\frac {q_{An}}{(q_{Kat}+q_{An})}}={\frac {q_{An}}{Q}}}
Da hier ein Verhältnis vorliegt, können Ionenbeweglichkeit {\displaystyle v}, Wanderungsgeschwindigkeit {\displaystyle u} oder Äquivalentleitfähigkeit {\displaystyle \lambda } alternativ in der Formel eingesetzt werden.
Streng genommen muss an jede molare Ionen-Konzentration {\displaystyle c_{i,aequi}} noch der individuelle Aktivitätskoeffizient {\displaystyle f_{i}} des Ions i multipliziert werden um von der Konzentration zur Aktivität zu gelangen. Für geringe und mittlere Konzentrationen (unter 0,1 [mol/Liter] Ionenstärke) können diese Werte aus bekannten Formeln berechnet werden.
Um korrekte Werte für die Überführungszahlen zu den jeweiligen ionischen Konzentrationen {\displaystyle c_{i,{\text{aequi}}}} zu erhalten, müssten die {\displaystyle \lambda _{c}}-Werte für die jeweilige(n) ionische(n) Konzentration(en) {\displaystyle c_{i}} bekannt sein. Andernfalls können nur überschlägigerweise die jeweiligen Grenzleitfähigkeiten {\displaystyle \lambda _{i,{\text{unendlich}}}} angesetzt werden. Der berechnete Wert gilt nur für die jeweilige Temperatur (Bezugstemperatur der Grenzleitfähigkeiten etc.).

## Abhängigkeiten der Überführungszahlen
Die Überführungszahl eines Ions in einer Lösung verschiedener Ionen kann insofern nicht als charakteristische Größe eines Ions angesehen werden, als ihr Wert von allen anderen Ionenarten abhängt.
Sie ist weitgehend unabhängig von der Stromstärke/Stromdichte mit der die Elektrolyse durchgeführt wird (es sei denn, es tritt konzentrationsbedingte elektrochemische Polarisation durch eine der Ionenarten an nur einer Elektrode auf).

### Abhängigkeit von der Dissoziationsgleichung
Zur Verdeutlichung soll hier ein Beispiel angeführt werden. Die komplexe Substanz H2[PtCl6] (Hexachloroplatinsäure) könnte in Wasser theoretisch nach zwei verschiedenen Gleichungen dissoziieren:
1. {\displaystyle \mathrm {H_{2}[PtCl_{6}]\rightleftharpoons \ 2H^{+}+Pt^{4+}+6Cl^{-}} }
2. {\displaystyle \mathrm {H_{2}[PtCl_{6}]\rightleftharpoons \ 2H^{+}+[PtCl_{6}]^{-2}} }

Es ist offensichtlich, dass die Fälle 1 und 2 zu unterschiedlichen Ionenarten und vermutlich auch unterschiedlichen Konzentrationen der Hydroniumionen führen würden. Dies würde zu verschiedenen Summen-Überführungszahlen der Kationen und Anionen führen. Durch Messungen wurde die Gleichung 2) als zutreffend bestimmt.
Hingegen ist vom Komplexsalz Ammonium-tetrachlorozinkat (NH4)2[ZnCl4] bekannt, dass es nur als kristallines Salz aus den beiden Ammoniumionen NH4+ und dem komplexen Tetrachlorozinkat(II)-Anion [ZnCl4]−2 aufgebaut ist. In Wasser soll es aber fast vollständig bei der Dissoziation in die Ionen Ammonium NH4+, Zink Zn+2 und Chlorid Cl− zerfallen vorliegen. Dieses Salz dissoziiert also in zwei Kationen und ein Anion.
Weitere Beispiele mit gemischten Kationen sind Natrium-kalium-sulfat NaKSO4 sowie Natriumkaliumtartrat. Es existieren auch Salze mit gemischten Anionen.

### Abhängigkeit vom Dissoziationsgrad (alpha)
Der Dissoziationsgrad bezeichnet den Anteil (molare Konzentration) der dissoziiert vorliegenden Teilchen (Ionen), bezogen auf die molare Gesamtkonzentration aller gelöst vorliegenden Teilchen (undissoziert und dissoziiert gelöst) des gelösten Salzes.
Da eine verbesserte oder verschlechterte Dissoziation sich immer gleichzeitig auf die Konzentration der Kationen und der Anionen eines binären Elektrolyten auswirkt, bleibt das Verhältnis der Konzentrationen von Anionen zu Kationen stets gleich groß, auch wenn der Dissoziationsgrad sich (konzentrationsbedingt) ändert. Daher besteht in der Lösung eines Salzes keine Abhängigkeit der Überführungszahlen vom Dissoziationsgrad. Man muss hier aber beachten, dass oft eine Abhängigkeit des Dissoziationsgrades von der Temperatur besteht. Sind die Temperaturkoeffizienten von Kation und Anion deutlich unterschiedlich, kann eine Temperaturänderung also eine Änderung des Dissoziationsgrades und die Änderung der Überführungszahlen bewirken.
In Lösungen mehrerer Salze liegen mehrere voneinander „unabhängige“ (über die Ionenkonzentrationen beeinflussen sich alle kolligativen Eigenschaften gegenseitig etwas) Dissoziationsgrade vor. Daher können sich die Überführungszahlen der einzelnen Ionen in solchen Multi-Ionen-Gemischen abhängig von den Dissoziationsgraden ändern (Änderung der Konzentrationsverhältnisse).
Milazzo weist darauf hin, dass die isothermen Ionenbeweglichkeiten (Wanderungsgeschwindigkeiten je Feldstärke) keine 100%igen Konstanten einer Ionenart sind, sondern auch vom jeweiligen „Gegenion“ und von den Konzentrationen abhängen. Für die Abhängigkeit der Wanderungsgeschwindigkeit des Kaliumions bei einer Feldstärke von 1 V/cm (also die Ionenbeweglichkeit), nennt Milazzo eine Tabelle mit verschiedenen Kaliumsalzen bei 18 °C und 25 °C und einer (offenbar bewusst hoch gewählten) molaren Konzentration von c=0,1 mol/liter der Salze. Bei 25 °C wandert das Kaliumion beispielsweise in der 0,1n-Kaliumsulfatlösung mit 0,000540 cm/s und in 0,1n-Kaliumchloridlösung mit 0,000654 cm/s. In Kaliumbromid hat es 0,000656 und in Kaliumchlorat 0,000631 cm/s Wanderungsgeschwindigkeit. In verdünnteren Lösungen wären die Unterschiede wohl deutlich geringer ausgefallen.
Wegen dieser (bei nierigen Konzentrationen) geringen Abhängigkeiten von „Gegenionen“ und Konzentrationen kann praktisch auch eine geringe Abhängigkeit der Überführungszahlen vom Dissoziationsgrad (alpha) bestehen. Je geringer die Konzentrationen der Ionen sind, desto unwahrscheinlicher wird die gegenseitige Beeinflussung der Ionenbeweglichkeiten (Wanderungsgeschwindigkeiten), um bei idealer Verdünnung ({\displaystyle c=0}) gänzlich wegzufallen. Daher sind die Grenz-Äquivalentleitfähigkeiten der Ionen bei einer Konzentration von c=0 isotherme Konstanten.

### Konzentrationsabhängigkeit
Es besteht im Allgemeinen eine Konzentrationsabhängigkeit der Überführungszahlen, die gut in Analogie zum Gesetz von Kohlrausch (Quadratwurzelgesetz) beschrieben werden kann. Dieses Gesetz gilt im Allgemeinen für molare Konzentrationen (gemeint ist hier die molekulare Gesamtkonzentration der ionisch und nichtionisch gelöst vorliegenden Teilchen) unter 0,01 mol/Liter.
Die Überführungszahl {\displaystyle n(c)} bei einer Konzentration {\displaystyle c} (Gesamtkonzentration ionisch und nichtdissoziiert vorliegender gelöster Teilchen) ist mit der Überführungszahl {\displaystyle n(c=0)} bei idealer Verdünnung ({\displaystyle c=0}) verknüpft:
- {\displaystyle n_{i,(c)}=n_{i,(c=0)}{-A\cdot {\sqrt {c}}}}

Hierin ist A eine empirische Konstante, die negative oder positive Werte annehmen kann. Ist Konstante A für das Anion/Kation positiv, so ist es für das Kation/Anion negativ.
- Beispiel: Wässrige Kalziumnitrat-Lösung Ca(NO3)2 hat laut Milazzo (Tabelle 3, S. 31) bei einer molaren Gesamtkonzentration von c=0,005 mol/liter Überführungszahlen der Kationen/Anionen von: 0,450/0,550 (ohne Temperaturangabe). Aus den bekannten Grenz-Äquivalentleitfähigkeiten für Kalziumionen/Nitrationen (59,5/71,5 Scm2/mol) berechnen sich für idealverdünnte Lösung (c=0) die Überführungszahlen zu: 0,454/0,546 (bei 25 °C).

Nun werden die Werte jedes Ions in die Kohlrausch-Gleichung eingesetzt:
- {\displaystyle n_{Ca,(c=0{,}005)}=n_{Ca,(c=0)}{-A\cdot {\sqrt {0{,}005}}}} also

{\displaystyle 0{,}450={0{,}454}{-A\cdot {\sqrt {0{,}005}}}}
- {\displaystyle n_{NO3,(c=0{,}005)}=n_{NO3,(c=0)}{-A\cdot {\sqrt {0{,}005}}}} also

{\displaystyle 0{,}550={0{,}546}{-A\cdot {\sqrt {0{,}005}}}}
Damit ergibt sich die Konstante A für das Kalziumion zu A=+0,0566 und für das Nitration zu A=-0,0566 (in Kalziumnitratlösung). Nun können die Überführungszahlen für Kalziumionen und Nitrationen in Kalziumnitratlösung (von 25 °C) auch für andere molekulare Konzentrationen unterhalb c=0,01 mol/liter berechnet werden. Setzt man in die Gleichung die ionischen Konzentrationen ein (die des Nitrats ist doppelt so hoch wie die des Kalziums wegen des stöchiometrischen Koeffizienten des Nitrats im Kalziumnitrat!), dann unterscheiden sich die Konstanten beider Gleichungen auch noch im Betrag. Dennoch bleiben die Gleichungen gültig.
Für das Salz Rubidiumiodid wird eine Konstante A von +0,262 für das Rubidiumion und −0,262 für das Iodidion errechnet (c=0,02mol/liter, T=18 °C, n(Rb)=0,498). Bei Idealverdünnung hat Rubidiumiodid bei 18 °C eine Überführungszahl des Rubidiumions von 0,535 (berechnet aus den Grenzleitfähigkeiten für Rubidium 77 und Iodid 66,8 bei 18 °C).
Die Einheit von Konstante A hängt von der Einheit von c ab. Dieses Gesetz ist nur gültig, wenn seine graphische Darstellung (Diagramm mit der Überführungszahl des jeweiligen Ions auf der linearen y-Achse aufgetragen und der Quadratwurzel aus der molekularen Konzentration auf der linearen x-Achse aufgetragen) fallende oder steigende Geraden abbildet.
Das Quadratwurzelgesetz von Kohlrausch gilt erfahrungsgemäß für Gesamt-Konzentrationen (diss.+undiss.) unterhalb 0,01 mol/liter für 1-1-wertige Elektrolyte. Liegen mehrwertige Ionen vor, ist es erfahrungsgemäß gültig, wenn die berechnete Ionenstärke I unterhalb 0,01 mol/Liter liegt. Liegen mehrwertige Ionen vor, wird die Wurzel aus der molaren Konzentration in der Kohlrausch-Gleichung heute oft durch die Wurzel aus der Ionenstärke I ersetzt. Die Ionenstärke ist dabei definiert als die Hälfte der Summe der Produkte von allen molaren Ionen-Konzentrationen (dissoziierte Ionenkonzentrationen?) der vorliegenden Ionenarten mit den Quadraten ihrer Wertigkeiten.
Wird hingegen eine deutlich stärkere Abhängigkeit der Überführungszahlen – bei niedrigen Konzentrationen – von der Konzentration als nach Wurzel(c) festgestellt (Ungültigkeit des Quadratwurzelgesetzes), so liegen sicher Komplexionen in der Lösung vor. Bei steigenden Konzentrationen von Komplexionen (und den zu ihrer Bildung notwendigen nicht-komplexen Ionen) kann die Überführungszahl der nichtkomplex vorliegenden Ionen so weit absinken, dass sie negativ wird.
Liegen die Ionen eines Salzes in extremst niedrigen Konzentrationen vor, beispielsweise bei schwerstlöslichen Salzen (z. B. Schwermetallsulfide), so tragen sie im Grenzfall (fast) gar nicht mehr zur Leitfähigkeit bei, so dass die Leitfähigkeit von den dissoziiert vorliegenden Hydronium- und Hydroxid-Ionen des Lösungsmittels Wassers alleinig bestimmt wird. Die Leitfähigkeit und die Überführungszahlen entsprechen nun denen des Lösungsmittels Wasser und können aus dem temperaturabhängigen Ionenprodukt des Wassers und den Grenzleitfähigkeiten von Hydroniumion und Hydroxidion und ihren Temperaturkoeffizienten (alpha) errechnet werden.

#### Ionenstärke
1921 definierten G.N. Lewis und M. Randall die Ionenstärke, da sich gezeigt hatte, dass mehrwertige Ionen (quadratisch) stärkeren Einfluss auf die Äquivalentleitfähigkeitswerte oder molaren Leitfähigkeitswerte haben (im Vergleich zu einwertigen). Beim Vorhandensein mehrwertiger Ionen zeigte sich bleibende Gültigkeit des von Kohlrausch empirisch gefundenen Quadratwurzelgesetzes der elektrolytischen Leitfähigkeit, wenn die Konzentration durch die berechnete Ionenstärke I ersetzt wird:
{\displaystyle \lambda _{i,(c,I)}=\lambda _{i,(c=0)}{-A\cdot {\sqrt {I}}}}
Insofern konnte das Kohlrauschsche Quradratwurzelgesetz für geringe Werte der Ionenstärke I als gültig bestätigt werden. Es beschreibt in dieser Form die Abhängigkeit der Äquivalentleitfähigkeiten von den Ladungszahlen (Wertigkeiten) und Konzentrationen aller in der Lösung vorliegenden Ionen. Entsprechend den Definitionsgleichungen der Überführungszahl wirkt sich dies auf die Überführungszahlen auch aus.
Die Ionenstärke bestimmt auch den mittleren Aktivitätskoeffizienten.

#### Abhängigkeit vom definierten Leitfähigkeitskoeffizient fλ
Der Leitfähigkeitskoeffizient fλ ist definiert als Quotient aus Äquivalentleitfähigkeit einer Ionenart bei der molaren Konzentration {\displaystyle c} und der Grenz-Äquivalentleitfähigkeit dieser Ionenart bei idealverdünnter Lösung (c=0 mol/liter):
{\displaystyle f_{\lambda }={\frac {\lambda _{\pm },(c)}{\lambda _{\pm },(c=0)}}}
Er wird hauptsächlich bei starken Elektrolyten (Dissoziationsgrad nahe Eins) benutzt. Für starke Elektrolyte ist dieser Koeffizient somit eine Funktion der Konzentration des Ions. Seine Werte bewegen sich von 0 (bei sehr hohen Konzentrationen) bis 1 (Idealverdünnung, {\displaystyle c=0}).
Empirisch und theoretisch nach Debye-Hückel-Onsager fand sich folgender Zusammenhang zur wirksamen Konzentration/Ionenstärke I:
- {\displaystyle f_{\lambda }=1-{K\cdot {\sqrt {I}}}}

Für 1-1-wertige Elektrolyte konnte diese Gleichung bereits aus dem Kohlrauschschen Quadratwurzelgesetz der Äquivalentleitfähigkeit (durch Division durch die Grenz-Äquivalentleitfähigkeit) bestätigt werden.
Auch die Werte von Dissoziationsgrad und osmotischem Koeffizient bewegen sich entsprechend zwischen 0 und 1. Zu diesen Größen bestehen physikalische Verknüpfungen.
Der Leitfähigkeitskoeffizient ist ein Maß für die Abweichung einer Lösung vom Idealzustand (idealverdünnte Löung, c=0). Er fließt als Wert multiplikativ zusammen mit dem Dissoziationsgrad eines Salzes und der Gesamtkonzentration des Salzes in der Lösung, in den beigebrachten Elektrolysestrom ein (da die Äquivalentleitfähigkeit bei realer Verdünnung geringer ist als die Grenz-Äquivalentleitfähigkeit bei idealer Verdünnung).
Des Weiteren ist der Leitfähigkeitskoeffizient von den Ladungszahlen (Wertigkeiten) des Ions/der Ionen abhängig. Das Lehrbuch Anorganikum nennt auf Seite 342 eine Tabelle mit Abhängigkeiten des Leitfähigkeitskoeffizienten von Konzentration(en) und Ladungszahlen beider Ionenarten (Kation und Anion). Da die Ionen miteinander wechselwirken, sind auch die einzelnen Leitfähigkeitskoeffizienten nicht unabhängig vom jeweiligen „Gegenion“ im Elektrolyt. Daher kann es Sinn machen, den Leitfähigkeitskoeffizient gleich als Quotient der Summenleitfähigkeiten von Kation und Anion (wieder bei der Konzentration c bezogen auf den Wert bei c=0) zu definieren. In diesen Wert sind dann sofort alle Ionenkonzentrationen und Wertigkeiten eingeflossen. Höhere Leitfähigkeitskoeffizienten einzelner Ionen führen zu höheren beigebrachten Strömen dieses Ions. Nur wenn die Leitfähigkeitskoeffizienten aller Ionen gleichmäßig ansteigen oder abfallen, bleiben die Überführungszahlen aller Ionen gleich, obwohl der Elektrolysestrom ansteigt oder abfällt. Verändert sich ein Leitfähigkeitskoeffizient des Multi-Ionen-Elektrolyten anders als die der anderen Ionenarten, so ändern sich alle Überführungszahlen.
Aus der Änderung des Summen-Leifähigkeitskoeffizienten kann hingegen nicht auf die Änderung der Überführungszahlen von Kation und Anion geschlussfolgert werden (Nachteil dieser Definition). Die Steigerung/Abnahme des Summen-Leitfähigkeitskoeffizienten sagt lediglich etwas über das Ansteigen/Abnehmen des Gesamtstromes aus, aber nicht wie er sich zusammensetzt.
Da für jedes Ion sowohl die Äquivalentleitfähigkeit (bei {\displaystyle c>0}) als auch die Grenz-Äquivalentleitfähigkeit (c=0) Funktionen der Temperatur sind, die praktisch den gleichen Temperaturkoeffizienten (alpha) haben, sind die Leitfähigkeitskoeffizienten selbst keine Funktionen der Temperatur.
Die Definition des Leitfähigkeitskoeffizienten {\displaystyle f(\lambda )} ist eine alternative Berechnungsmethode zur Anwendung des Kohlrausch-Quadratwurzelgesetzes für die Ermittlung der Konzentrationsabhängigkeit der Überführungszahlen (oder Äquivalentleitfähigkeiten). Die Wertigkeit der Ionen steckt im Kohlrausch-Gesetz in der Konstante A (negativer Anstieg der Gerade im Diagramm, bei höherer Wertigkeit ist der Anstieg steiler, die Konstante hat also einen höheren Betrag).
Siehe auch Kapitel 1.1.

#### Konzentrationsabhängigkeit in Multi-Ionen-Gemischen mit verschiedenen Konzentrationen der verschiedenen Ionen
In Multi-Ionengemischen ist die Überführungszahl auch noch abhängig von der Konzentration des jeweiligen Ions (dieser Überführungszahl), da die von diesem Ion transportierbare Ladungsmenge dem Produkt aus einer empirischen Konstante, der molaren Äquivalentkonzentration des Ions und seiner Wanderungsgeschwindigkeit (oder Ionenbeweglichkeit) ist.

### Temperaturabhängigkeit
Die Temperaturabhängigkeit der Überführungszahlen resultiert aus der Temperaturabhängigkeit der Ionenbeweglichkeiten (bzw. Wanderungsgeschwindigkeiten oder proportionalen Grenz-Äquivalentleitfähigkeiten) der Ionen, die aus der Temperaturabhängigkeit der Solvatisierung der Ionen und damit ihres Ionendurchmessers in Lösung sowie der Temperaturabhängigkeit der Viskosität des Lösemittels erklärt wird. Für steigende Temperaturen nähern sich die Überführungszahlen von Kation und Anion einander an um im theoretischen Grenzfalle den Zahlenwert 0,5 zu erreichen.
Die Temperaturabhängigkeit der Überführungszahlen kann für idealverdünnte Lösungen aus den bekannten Temperaturkoeffizienten (alpha) der Grenz-Äquivalentleitfähigkeiten der einzelnen Ionen berechnet werden. Die alpha-Werte sind dabei Konstanten die für das Lösemittel Wasser bei Idealverdünnung zwischen 18 °C und ca. 90 °C gelten sollen. Der Alphawert ist die Differenz zweier Grenzleitfähigkeiten (üblicherweise von 25 °C und 18 °C) bezogen auf die Grenzleitfähigkeit bei Bezugstemperatur (hier 18 °C) und bezogen auf die Temperaturdifferenz (hier 7K). Multipliziert man den alpha-Wert mit 100 erhält man die prozentuale Zunahme der Grenzleitfähigkeit des Iones bei einer Temperatursteigerung um 1 Kelvin. Hübschmann nennt diese Temperaturkoeffizienten für viele Ionen bei Idealverdünnung und Bezugstemperatur 18 °C(25 °C) in „Tabellen zur Chemie“ auf Seite 61. Die Temperaturkoeffizienten alpha (hier in Prozent je Kelvin genannt) liegen dabei zwischen 1,59 (Hydroniumion) und 8,21 [%/K] (Aluminiumion) bezogen auf die Grenzleitfähigkeit bei Bezugstemperatur (hier 18 °C; neuerdings wird meist 25 °C benutzt). Kalium-/Natrium-/Ammonium-Ion haben 1,87/1,98/1,87 [%/K]. Auffällig ist hier die gleiche Größe der Alphawerte bei Kalium und Ammonium, die auch gleiche hydratisierte Ionenradien und Grenzleitfähigkeiten haben. Hydroxidion 2,06%/K. Alkaliionen, Erdalkaliionen und viele Anionen haben Werte von 1,9 bis 2,2 %/K. Schwermetallkationen, wie Eisen(II) (2,89%/K), Mangan(II), Kupfer(II), Nickel(II), Kobalt(II) etc. liegen zwischen 2,1 und 2,9 [%/K]. Eisen(III) hat 1,64%/K, Halogenidionen liegen zwischen 1,85(Bromid) und 2,34(Iodid). Sulfat hat 2,40 %/K. Chlorid 2,25%/K. Die daraus berechenbaren Äquivalentleitfähigkeiten (und Überführungszahlen) sollen für den Temperaturbereich 18 bis 90 °C gelten.
Der Temperaturkoeffizient (alpha-Wert) der Äquivalentleitfähigkeit eines Ions i ist dabei beispielsweise definiert:
{\displaystyle \alpha _{i}={\frac {\lambda _{i,25\,^{\circ }\mathrm {C} }-\lambda _{i,18\,^{\circ }\mathrm {C} }}{\lambda _{i,18\,^{\circ }\mathrm {C} }\cdot 7[K]}}}
Auch andere Definitionen (Bezugstemperaturen/Bezugs-Äquivalentleitfähigkeiten) sind möglich. Heute wird als Bezugstemperatur oft 25 °C „Raumtemperatur“ angewendet.
Für die Äquivalentleitfähigkeit eines Ions i bei anderer Temperatur (T2) gilt mit Bezugstemperatur 18 °C also:
{\displaystyle \lambda _{i,T2}=\lambda _{i,18\,^{\circ }\mathrm {C} }\cdot (1+(\alpha _{i,18\,^{\circ }\mathrm {C} })\cdot {(T_{2}-18\,^{\circ }\mathrm {C} ))}}
Der Temperaturkoeffizient {\displaystyle \lambda } eines Ions ist nicht zu verwechseln mit dem Temperaturkoeffizienten k des gesamten Elektrolyten (mit mindestens zwei verschiedenen enthaltenen Ionen). Beide Werte können aber ineinander umgerechnet werden.

#### Allgemeine Formel der Temperaturabhängigkeit der Änderung der Überführungszahl
Subtrahiert man formell die Definitionsgleichungen der Überführungszahlen eines Ions -für zwei verschiedene Temperaturen- in einem binären Elektrolyten voneinander und führt die Temperaturkoeffizienten {\displaystyle \alpha _{i}} der beiden Ionenarten in diese ein, so erhält man nach Umformung und Kürzen für das Kation:
{\displaystyle \Delta {(n_{i})}^{(\Delta T)}=n_{i}^{(T_{2})}-n_{i}^{(T_{0})}=\lambda _{\text{Kation}}^{(T_{0})}\cdot \lambda _{\text{Anion}}^{(T_{0})}\cdot (\alpha _{\text{Kation}}^{(T_{0})}-\alpha _{\text{Anion}}^{(T_{0})})\cdot (T_{2}-T_{0})/A}
und für das Anion:
{\displaystyle \Delta {(n_{i})}^{(\Delta T)}=n_{i}^{(T_{2})}-n_{i}^{(T_{0})}=\lambda _{\text{Kation}}^{(T_{0})}\cdot \lambda _{\text{Anion}}^{(T_{0})}\cdot (\alpha _{\text{Anion}}^{(T_{0})}-\alpha _{\text{Kation}}^{(T_{0})})\cdot (T_{2}-T_{0})/A}
In beiden Formeln unterscheidet sich nur die Differenz der Alphawerte im Vorzeichen. {\displaystyle T_{2}} ist die neue Temperatur und {\displaystyle T_{0}} die Bezugstemperatur mit den zugehörigen (Grenz-)Äquivalentleitfähigkeitswerten und den auf diese Temperatur bezogenen Alphawerten der Ionen.
Der Zahlenwert für A berechnet sich folgendermaßen (für beide Ionen ein gemeinsamer Zahlenwert):
{\displaystyle A=(\lambda _{\text{Kation}}^{(T_{0})})^{2}+(\lambda _{\text{Anion}}^{(T_{0})})^{2}+(\lambda _{\text{Kation}}^{(T_{0})})^{2}\cdot \alpha _{\text{Kation}}^{(T_{0})}\cdot (T_{2}-T_{0})+(\lambda _{\text{Anion}}^{(T_{0})})^{2}\cdot \alpha _{\text{Anion}}^{(T_{0})}\cdot (T_{2}-T_{0})+2\cdot \lambda _{\text{Kation}}^{(T_{0})}\cdot \lambda _{\text{Anion}}^{(T_{0})}+\lambda _{\text{Kation}}^{(T_{0})}\cdot \lambda _{\text{Anion}}^{(T_{0})}\cdot \alpha _{\text{Kation}}^{(T_{0})}\cdot (T_{2}-T_{0})+\lambda _{\text{Kation}}^{(T_{0})}\cdot \lambda _{\text{Anion}}^{(T_{0})}\cdot \alpha _{\text{Anion}}^{(T_{0})}\cdot (T_{2}-T_{0})}
Die Gültigkeit der Formel lässt sich an idealverdünnten Elektrolyten mit deren Grenzleitfähigkeiten überprüfen. Der A-Wert für idealverdünnte Kaliumchlorid-Lösung mit Bezugstemperatur 18 °C für alle Leitfähigkeitswerte, Alphawerte und die Bezugs-Überführungszahl {\displaystyle n_{i}^{(T_{0})}} ist: {\displaystyle A=19637{,}3585}.
Von 25 °C auf 18 °C ändert sich daher die Überführungszahl des Kaliumions in Kaliumchloridlösung um 0,490-0,496 = -0,006. Die des Chlorids daher um 0,5097-0,5038 = +0,006.
Beispiel Kaliumion in Kaliumchlorid, Bezugstemperatur ist 18 °C, {\displaystyle T_{2}} ist 25 °C:
{\displaystyle \Delta n_{\text{Kalium}}^{(\Delta T)}=n_{\text{Kalium}}^{(25^{\circ }\mathrm {C} )}-n_{\text{Kalium}}^{(18^{\circ }\mathrm {C} )}=\lambda _{\text{Kalium}}^{(18)}\cdot \lambda _{\text{Chlorid}}^{(18)}\cdot (\alpha _{\text{Kalium}}^{(18)}-\alpha _{\text{Chlorid}}^{(18)})\cdot (25-18)/A}
und in Zahlenwerten:
{\displaystyle \Delta n_{\text{Kalium}}^{(\Delta T)}=0{,}490-0{,}496=65\cdot 66\cdot (0{,}0187-0{,}0225)\cdot (25-18)/(4225+4356+4225\cdot 0{,}0187\cdot 7+4356\cdot 0{,}0225\cdot 7+2\cdot 65\cdot 66+65\cdot 66\cdot 0{,}0187\cdot 7+65\cdot 66\cdot 0{,}0225\cdot 7)=-0{,}006}
Die Gültigkeit dieser Formeln ist aber nur gegeben, wenn angenommen wird, dass die Alphawerte Konstanten sind. Sie gelten also nur für nicht allzu große Temperaturdifferenzen.

#### Beispielrechnungen für Idealverdünnung
Grundlage der nachfolgend genannten Werte ist das Heft „Tabellen zur Chemie“ (Hübschmann, 1991). Die Grenzleitfähigkeiten für 90 °C wurden aus den Werten für 18 °C und 25 °C und dem daraus berechneten Temperaturkoeffizienten (bezogen auf den Wert von 18 °C) berechnet. Achtung: die Temperaturkoeffizienten bei Hübschmann beziehen sich auf verschiedene (nicht genannte) Temperaturen und sind daher unbrauchbar.

##### Überführungszahlen von reinem neutralem Wasser bei 18, 25 und 90 °C
| Elektrolyt | Formel                 | Kation                             | Anion                              | Temperatur [°C] | lambda+ [Scm2/mol]    | lambda- [Scm2/mol]    | n(+)                  | n(-)                  |
| ---------- | ---------------------- | ---------------------------------- | ---------------------------------- | --------------- | --------------------- | --------------------- | --------------------- | --------------------- |
| Wasser     | {\displaystyle H_{2}O} | Hydroniumion {\displaystyle H^{+}} | Hydroxidion {\displaystyle OH^{-}} | 18              | 315                   | 173                   | 0,645                 | 0,355                 |
| Wasser     | {\displaystyle H_{2}O} | Hydroniumion {\displaystyle H^{+}} | Hydroxidion {\displaystyle OH^{-}} | 25              | 350                   | 198                   | 0,639                 | 0,361                 |
| Wasser     | {\displaystyle H_{2}O} | Hydroniumion {\displaystyle H^{+}} | Hydroxidion {\displaystyle OH^{-}} | 90              | ca. 675,6 (berechnet) | ca. 429,6 (berechnet) | ca. 0,611 (berechnet) | ca. 0,389 (berechnet) |

Da das Hydroxidion einen größeren Temperaturkoeffizienten (2,06%/K bezogen auf den Wert der Grenzleitfähigkeit von 18 °C, also 173 Scm2/mol) hat als das Hydroniumion (1,59%/K) steigt mit der Temperatur die Überführungszahl des Hydroxidions an, während die des Hydroniumions sinkt.

##### Überführungszahlen von Aluminiumchlorid bei 18, 25 und 90°C
Aluminiumchlorid besitzt offenbar eine der größten möglichen Temperaturabhängigkeiten der Überführungszahlen eines Salzes, da die Temperaturkoeffizienten von Aluminium(III)-Ion (8,21%/K bezogen auf die Grenzleitfähigkeit von 18 °C) und Chloridion (2,25%/K) sich stark unterscheiden.
| Elektrolyt       | Formel                   | Kation                                | Anion                             | Temperatur [°C] | lambda+ [Scm2/mol]    | lambda- [Scm2/mol]    | n(+)                  | n(-)                  |
| ---------------- | ------------------------ | ------------------------------------- | --------------------------------- | --------------- | --------------------- | --------------------- | --------------------- | --------------------- |
| Aluminiumchlorid | {\displaystyle AlCl_{3}} | Aluminium-Ion {\displaystyle Al^{3+}} | Chloridion {\displaystyle Cl^{-}} | 18              | 40                    | 66                    | 0,377                 | 0,623                 |
| Aluminiumchlorid | {\displaystyle AlCl_{3}} | Aluminium-Ion {\displaystyle Al^{3+}} | Chloridion {\displaystyle Cl^{-}} | 25              | 63                    | 76,4                  | 0,452                 | 0,548                 |
| Aluminiumchlorid | {\displaystyle AlCl_{3}} | Aluminium-Ion {\displaystyle Al^{3+}} | Chloridion {\displaystyle Cl^{-}} | 90              | ca. 276,4 (berechnet) | ca. 172,9 (berechnet) | ca. 0,615 (berechnet) | ca. 0,385 (berechnet) |

Der vom Aluminiumion transportierte Stromanteil steigt mit der Temperatur stark an, während der des Chloridions absinkt, da die Temperaturkoeffizienten entsprechend unterschiedlich sind (Al: 8,21%/K; Cl: 2,25%/K).

##### Überführungszahlen von Kaliumnitrit bei 18, 25 und 90 °C
| Elektrolyt   | Formel                  | Kation                          | Anion                                | Temperatur [°C] | lambda+ [Scm2/mol]    | lambda- [Scm2/mol]    | n(+)                  | n(-)                  |
| ------------ | ----------------------- | ------------------------------- | ------------------------------------ | --------------- | --------------------- | --------------------- | --------------------- | --------------------- |
| Kaliumnitrit | {\displaystyle KNO_{2}} | Kaliumion {\displaystyle K^{+}} | Nitrition {\displaystyle NO_{2}^{-}} | 18              | 65                    | 59                    | 0,529                 | 0,471                 |
| Kaliumnitrit | {\displaystyle KNO_{2}} | Kaliumion {\displaystyle K^{+}} | Nitrition {\displaystyle NO_{2}^{-}} | 25              | 73,5                  | 72                    | 0,505                 | 0,495                 |
| Kaliumnitrit | {\displaystyle KNO_{2}} | Kaliumion {\displaystyle K^{+}} | Nitrition {\displaystyle NO_{2}^{-}} | 90              | ca. 152,5 (berechnet) | ca. 192,8 (berechnet) | ca. 0,442 (berechnet) | ca. 0,558 (berechnet) |

In diesem Beispiel zeigt sich was passiert, wenn die Äquivalentleitfähigkeit des einen Ions erst geringer ist (hier beim Nitrit-Anion), aber dann wegen eines größeren Temperaturkoeffizienten (Nitrit: 3,15%/K; Kalium: 1,87%/K) bei Temperatursteigerung stärker je Kelvin steigt und schließlich den Wert des Gegenions (hier Kalium) erreicht und letztlich übersteigt. Die Äquivalentleitfähigkeit und Überführungszahl des Nitrits ist bei 18 °C erst kleiner als die Äquivalentleitfähigkeit und Überführungszahl des Kaliums, erreicht bei einer (berechenbaren) Temperatur Tx den gleichen Wert des Kaliums (Überführungszahlen=0,5 für Kation und Anion, gleiche Äquivalentleitfähigkeiten beider Ionen) um letztlich größere Werte als die des Kaliums anzunehmen.
Die Temperatur, bei der die Überführungszahlen gleich groß, also 0,5 werden, berechnet sich in diesem Falle:
{\displaystyle T_{n=0{,}5}={\frac {(\lambda _{Kat,18\,^{\circ }\mathrm {C} }-\lambda _{An,18\,^{\circ }\mathrm {C} }+18\cdot (\lambda _{An,18\,^{\circ }\mathrm {C} }\cdot \alpha _{An,18\,^{\circ }\mathrm {C} }-\lambda _{Kat,18\,^{\circ }\mathrm {C} }\cdot \alpha _{Kat,18\,^{\circ }\mathrm {C} }))}{(\lambda _{An,18\,^{\circ }\mathrm {C} }\cdot \alpha _{An,18\,^{\circ }\mathrm {C} }-\lambda _{Kat,18\,^{\circ }\mathrm {C} }\cdot \alpha _{Kat,18\,^{\circ }\mathrm {C} })}}}
| Elektrolyt   | Formel                  | Kation       | Anion                             | Temperatur [°C] | lambda+ [Scm2/mol] | lambda- [Scm2/mol] | n(+)      | n(-)      |
| ------------ | ----------------------- | ------------ | --------------------------------- | --------------- | ------------------ | ------------------ | --------- | --------- |
| Kaliumnitrit | {\displaystyle KNO_{2}} | Kaliumion K+ | Nitrition {\displaystyle NO_{2}-} | ca. 27,33       | ca. 76,30          | ca. 76,28          | ca. 0,500 | ca. 0,500 |

### Abhängigkeit von der Viskosität des Lösemittels
Mit steigender Temperatur sinkt die dynamische Viskosität jedes Lösemittels. Daher steigt die Wanderungsgeschwindigkeit/Ionenbeweglichkeit aller Ionen mit steigender Temperatur an. Die Überführungszahlen ändern sich nur wenn die Anstiege der Wanderungsgeschwindigkeiten von Kation und Anion unterschiedlich groß sind. Dies ist meist zu erwarten. Siehe Temperaturabhängigkeit.

### Einfluss von Komplexbildnern
Liegen Komplexbildner und die in den Komplex einbaubaren Ionen in den nötigen Konzentrationen vor, so bilden mindestens zwei Ionen zusammen ein Komplexion mit neuer Wertigkeit und anderem hydratisiertem Ionendurchmesser (meist einem kleineren). Komplexionen besitzen bessere Ionenbeweglichkeit/Äquivalentleitfähigkeit. Ihre Bildung oder ihr Zerfall verändern jeweils die Überführungszahlen aller anderen Ionen in der Lösung (soweit die anderen Ionen auch entladen werden können). Die Überführungszahlen aller entladbaren Ionen (bei den herrschenden Stromdichten und Elektrodenpotentialen) sind bei Vorliegen von Komplexbildnern (komplex-bildende Ionen) Funktionen der Konzentrationen aller Ionen die an der Bildung der Komplexionen beteiligt sind.
Das Kohlrausch-Gesetz (Quadratwurzel-Gesetz) ist in diesem Falle für die Abhängigkeit der Äquivalentleitfähigkeit eines Ions von dessen Konzentration in der Lösung nicht mehr gültig. Somit kann es auch nicht mehr für die Umrechnung von Überführungszahlen (idealverdünnter und realverdünnter Lösungen) benutzt werden.

### Abhängigkeit von gelösten nichtionogenen Stoffen
Liegen gleichzeitig nichtionische Stoffe in der Lösung vor, so kann dies dann die einzelnen Äquivalentleitfähigkeiten oder Überführungszahlen verändern, wenn die Wanderungsgeschwindigkeiten einzelner Ionenarten (mit großem Ionendurchmesser) durch Behinderung/Reibung reduziert werden (bei hohen Konzentrationen des Nichtelektrolyten), oder wenn dieser Nichtelektrolyt mit den vorhandenen Ionen Komplexionen bilden kann. Letzteres gilt laut Milazzo beispielsweise in Schwefelsäure bei Anwesenheit von Aceton oder Zucker. Verändert der gelöste nichtionische Stoff hingegen nur die Viskosität des Lösemittels, so wird er sich gleichzeitig gleichmäßig reduzierend auf die Wanderungsgeschwindigkeiten aller Ionenarten auswirken, was den Elektrolysestrom (die Leitfähigkeit) sinken lässt, die Überführungszahlen aber nicht verändert.

### Abhängigkeit von Ionenradius und Ladungszahl des Ions
Entsprechend der Definition des Stokesschen Gesetzes werden Ionen als Kugeln mit einem Kugelradius (Ionenradius) r angesehen, die mit einer, der elektrischen Feldstärke E proportionalen, Geschwindigkeit (Ionengeschwindigkeit {\displaystyle u}) – hier ist nicht die Ionenbeweglichkeit {\displaystyle v} gemeint – durch das Lösemittel diffundieren. Dabei müssen sie aufgrund der dynamischen Viskosität des Lösemittels bei Temperatur {\displaystyle T} entgegen einer Reibungskraft Fr anwandern, die mit der Wanderungsgeschwindigkeit {\displaystyle u} ansteigt. Daher stellt sich letztlich – praktisch sofort – eine konstante Wanderungsgeschwindigkeit {\displaystyle u} (zu jeder Feldstärke {\displaystyle E} oder Spannung {\displaystyle U}) ein. Das Produkt aus Wanderungsgeschwindigkeit {\displaystyle u} und Ladungszahl (Wertigkeit) {\displaystyle z} bestimmt die transportierte Ladung je Zeitspanne, also den vom Ion zum Gesamtstrom (Elektrolysestrom) beigebrachten Teilstrom. Die Wanderungsgeschwindigkeit {\displaystyle u} steigt also mit der Ladungszahl (Wertigkeit des Ions), mit der Feldstärke {\displaystyle E} (Spannung je Elektrodenabstand), mit steigender Temperatur (wegen sinkender Viskosität des Lösemittels), sowie mit sinkendem (hydratisiertem) Ionenradius {\displaystyle r}.
Hier muss darauf hingewiesen werden, dass der Ionenradius eine eher virtuelle Größe ist, die per Röntgenbeugung für Kristalle ermittelt wird. In Lösungen wird von diesen nun gelöst vorliegenden Ionen Lösemittel angelagert. Durch diese „Hydrathülle“ steigt der „reale“ Ionenradius im Lösemittel an. Es ist bekannt, dass kleine Atome (Elemente mit kleiner Ordnungszahl) bei der Hydratisierung ihren Kristall-Ionenradius stark vergrößern, während große Atome (Elemente größerer Ordnungszahlen) bei der Hydratisierung ihren Kristall-Ionenradius nur noch wenig vergrößern. In Salzschmelzen kann es mangels Lösemittels keine Hydrathülle geben, aber es wäre die Anlagerung von ungeladenen Molekülen mit Dipolelement denkbar.
Die das Ion {\displaystyle i} im elektrischen Feld {\displaystyle E} beschleunigende Kraft {\displaystyle F_{i}} ist:
{\displaystyle F_{i}=z_{i}\cdot e\cdot E}
Die Reibungskraft des Ions hängt von seiner Wanderungsgeschwindigkeit {\displaystyle u} und der dynamischen Viskosität des Lösemittels {\displaystyle \eta } ab:
{\displaystyle F_{R,i}=6\cdot \pi \cdot \eta \cdot r_{i}\cdot u_{i}}
{\displaystyle z} ist hier die Wertigkeit (Ladung) des Ions {\displaystyle i}. {\displaystyle e} ist die Elementarladung eines Elektrons. Dynamische Viskosität des Lösemittels: {\displaystyle \eta }. Spannung {\displaystyle U}, Elektrodenabstand {\displaystyle l} (in cm).
Durch Gleichsetzen der Kräfte und umstellen nach der Wanderungsgeschwindigkeit {\displaystyle u_{i}} des Ions i erhält man:
{\displaystyle u_{i}={\frac {z_{i}\cdot e\cdot E}{6\cdot \pi \cdot \eta \cdot r_{i}}}={\frac {z_{i}\cdot e\cdot U}{6\cdot \pi \cdot \eta \cdot r_{i}\cdot l}}}
Dies führt durch Einsetzen in die Definitionsgleichung der Überführungszahl (Verhältnis der Wanderungsgeschwindigkeit des betrachteten Ions zur Summe aller Wanderungsgeschwindigkeiten) zu:
{\displaystyle n({\text{Kat}})={\dfrac {z({\text{Kat}})}{r({\text{Kat}})\cdot \left({\dfrac {z({\text{Kat}})}{r({\text{Kat}})}}+{\dfrac {z({\text{An}})}{r({\text{An}})}}\right)}}}
und
{\displaystyle n({\text{An}})={\dfrac {z({\text{An}})}{r({\text{An}})\cdot \left({\dfrac {z({\text{Kat}})}{r({\text{Kat}})}}+{\dfrac {z({\text{An}})}{r({\text{An}})}}\right)}}}
Die Überführungszahlen setzen sich also aus den Quotienten von Ionenwertigkeiten und Ionenradien zusammen. Bei den Ionenradien ist natürlich der hydratisierte Ionenradius gemeint.
Der effektive (hydratisierte) Ionenradius {\displaystyle r} eines Ions {\displaystyle i} zur jeweiligen Temperatur kann aus oben genannter Gleichung der Wanderungsgeschwindigkeit durch Umstellen berechnet werden, wenn die dynamische Viskosität des Lösemittels bekannt ist und die Wanderungsgeschwindigkeit {\displaystyle u} oder Ionenbeweglichkeit {\displaystyle v} oder die Äquivalentleitfähigkeit/Grenzleitfähigkeit {\displaystyle \lambda _{i}} bekannt ist:
{\displaystyle r_{i}={\frac {z_{i}\cdot e\cdot E}{6\cdot \pi \cdot \eta \cdot u_{i}}}={\frac {z_{i}\cdot e}{6\cdot \pi \cdot \eta \cdot v_{i}}}={\frac {z_{i}\cdot e\cdot F}{6\cdot \pi \cdot \eta \cdot \lambda _{i}}}}
{\displaystyle F} Faradaykonstante, {\displaystyle e} Elementarladung des Elektrons, {\displaystyle z} Ladungszahl des Ions, {\displaystyle E} elektrische Feldstärke (Spannung je Elektrodenabstand), {\displaystyle \eta } Dynamische Viskosität des Lösemittels.
Die Solvatation wird weiter thematisiert in „chimica, Band II“, S. 142. Im „Lehrbuch der anorganischen Chemie“ (Holleman-Wiberg, 90. Auflage) wird auf S. 708 ein solvatisiertes Lithiumion schematisch abgebildet. Laut chimica erfolgt die Solvatisierung in mindestens zwei Hüllen, einer inneren festen Hydrathülle und einer äußeren „losen“ Hydrathülle. Sobald das Ion im elektrischen Feld wandert, verliert es seine äußere Hülle weitgehend und nimmt somit nur das Hydratwasser mit sich mit, das in der inneren Hülle enthalten ist. Bei der Berechnung aus Ionenbeweglichkeiten/Wanderungsgeschwindigkeiten erhält man demnach den hydratisierten Radius der inneren Hydrathülle des Ions.

#### Beispiel: Alkalimetalle, Hydroniumion und Ammoniumion als Chloride
Kristall-Ionenradien, hydratisierte Ionenradien und die in Wasser resultierenden Überführungszahlen der Chloride für Alkalimetalle, Hydroniumion (Salzsäure) und Ammoniumchlorid in idealverdünnter Lösung bei 18 und 25 °C:
| Kation:                                                                                         | H+                  | Li+       | Na+       | K+        | NH4+      | Rb+       | Cs+       |  | Anion: Cl− |
| ----------------------------------------------------------------------------------------------- | ------------------- | --------- | --------- | --------- | --------- | --------- | --------- |  | ---------- |
| Ordnungszahl Z des Ions                                                                         | 1                   | 3         | 11        | 19        | ohne      | 37        | 55        |  | 17         |
| Periode des Ions                                                                                | 1                   | 2         | 3         | 4         | ohne      | 5         | 6         |  | 3          |
| Kristall-Ionenradius in [Å]/ und [pm] (Pikometer)                                               | 0,000013/ 0,0013 2) | 0,60/ 60  | 0,95/ 95  | 1,33/ 133 | 1,43/ 143 | 1,48/ 148 | 1,69/ 169 |  | 1,81/ 181  |
| berechneter teilhydratisierter Ionenradius in [Å] / und [pm] (Pikometer) für 25 °C in Wasser 1) | ?                   | 2,38/ 238 | 1,84/ 184 | 1,25/ 125 | 1,25/ 125 | 1,20/ 120 | 1,20/ 120 |  | 1,21/ 121  |
| hydratisierter Ionenradius in [Å]/ und [pm] (Pikometer)                                         | ?                   | 3,40/ 340 | 2,76/ 276 | 2,32/ 232 | ?         | 2,28/ 228 | 2,28/ 228 |  | ?          |
| k-Parameter des Ions nach Kielland in [Å] (mittlerer hydratisierter Ionendurchmesser)           | 9                   | 6         | 4         | 3         | 3         | 3         | 3         |  | 3          |
| Hydratationszahl, Anzahl angelagerter Wassermoleküle je gelöstem Ion                            | ?                   | ca. 25    | ca. 17    | ca. 11    | ?         | ?         | ca. 10    |  | ?          |
| Grenzleitfähigkeit bei 18 °C in [Scm2/mol]                                                      | 315                 | 32,55     | 42,6      | 63,65     | 63,6      | 66,3      | 66,8      |  | 66,3       |
| Grenzleitfähigkeit bei 25 °C in [Scm2/mol]                                                      | 349,8               | 38,69     | 50,11     | 73,52     | 73,4      | 77        | 77        |  | 76,34      |
| Temperaturkoeffizient der Grenzleitfähigkeit bei 18 °C (alpha, 18)                              | 0,01578             | 0,02695   | 0,02518   | 0,02215   | 0,02201   | 0,02306   | 0,02181   |  | 0,02163    |
| Überführungszahl n+ des Kations im Chlorid bei 18 °C in Wasser ({\displaystyle c=0})            | 0,826               | 0,3293    | 0,391     | 0,4901    | 0,4896    | 0,500     | 0,502     |  | =1-n+      |
| Überführungszahl n+ des Kations im Chlorid bei 25 °C in Wasser ({\displaystyle c=0})            | 0,8209              | 0,3363    | 0,3963    | 0,4906    | 0,4902    | 0,5021    | 0,5022    |  | =1-n+      |

Quellen der Tabelle: Ionenradien und Hydratationszahl aus dem „Lehrbuch der anorganischen Chemie“ von Holleman/Wiberg auf den Seiten 117, 287, 731 und 736. Der Ionenradius für das Wasserstoffion wurde auf S. 117 mit 1,3·10−13 cm angegeben und auf Ångström umgerechnet. 1 Ångström = 0,1 nm = 100 pm. 2) Laut Hübschmann (Tabellen zur Chemie) hat das Wasserstoffion keinen festen Ionenradius. Die Werte der Grenzleitfähigkeiten für 18 und 25 °C entstammen dem Buch „Elektrochemie“ von Giulio Milazzo, Springer-Verlag, 1951, S. 43. Die Temperaturkoeffizienten (alpha) wurden aus letzteren Werten berechnet für Bezugstemperatur 18 °C. Die Überführungszahlen wurden aus den Grenzleitfähigkeiten der jeweiligen Temperatur für unendliche Verdünnung berechnet.
Für die Ionenradien wurde keine Bezugstemperatur genannt. Der k-Parameter der Ionen stammt aus dem Buch Udo Kunze, Georg Schwedt: Grundlagen der qualitativen und quantitativen Analyse. Thieme Verlag, Stuttgart 1996, ISBN 3-13-585804-9, S. 321 und S. 47. Der k-Parameter dient zur Berechnung von individuellen Aktivitätskoeffizienten von Ionen nach der Debye-Hückel-Gleichung und soll der mittlere hydratisierte Ionendurchmesser des Ions sein (sicher gerundet). 1) berechneter hydratisierter Ionenradius (teilhdratisiert bei Wanderung im elektrischen Feld), auf Grundlage der hergeleiteten Formel des Ionenradiuses und der Grenzleitfähigkeiten für 25 °C in Wasser (dyn. Viskosität Wasser: 0,891 mPas bei 25 °C).
Wie die Tabelle zeigt, können an große kristalline Ionenradien (große Ordnungszahl, große Periode) nur noch wenig Wassermoleküle angelagert werden (Hydratationszahl), folglich ist der hydratisierte Ionendurchmesser (Ion in wässriger Lösung) bei solch großen Atomen nicht mehr sehr viel größer als der kristalline Ionendurchmesser. Kleine Ionen solvatisieren also stark, große nur wenig. Der hydratisierte Ionendurchmesser bestimmt Äquivalentleitfähigkeit und Überführungszahlen. Er ist nicht konstant, sondern eine Funktion der Temperatur.
In Salzschmelzen gibt es logischerweise nur den kristallinen Ionenradius, der dort die spezifische Leitfähigkeit, Äquivalentleitfähigkeit und Überführungszahlen bestimmt.

#### Unbearbeitetes Unterkapitel zu Ionenradius und Ladungszahl
- Beispiel 1: Die einwertigen Ionen von Lithium (Ordnungszahl: 3) und Cäsium (Ordnungszahl: 55) haben laut Holleman-Wiberg[60] Kristall-Ionenradien von 0,60 und 1,69 Ångström. Ihre Grenz-Äquivalentleitfähigkeiten sind 39 und 77,2 [Scm2/mol] bei 25 °C.[61] Dies bedeutet, dass das im Kristall deutlich kleinere Lithiumion eine viel schlechtere Äquivalentleitfähigkeit in idealverdünnter wässriger Lösung hat als das im Kristall viel größere Cäsiumion. Dies wird erklärt durch eine starke Vergrößerung der Ionenhülle (hydratisierter Ionenradius) beim Auflösen des Lithiumsalzes, aber eine nur geringfügige Vergrößerung der Ionenhülle (hydratisierter Ionenradius) beim Auflösen des Cäsiumsalzes in Wasser. Das hydratisierte Lithiumion hat also eine entsprechend größere Ionenhülle als das hydratisierte Cäsiumion, woraus deren genannte Grenz-Äquivalentleitfähigkeiten resultieren.
- Beispiel 2: Die Ionen des zweiwertigen und dreiwertigen Eisens haben laut Holleman-Wiberg die Kristall-Ionenradien 0,76 und 0,64 Ångström. Die Ordnungszahl des Eisens ist 26, also schön etwas höher. Die Grenz-Äquivalentleitfähigkeiten für 25 °C in Wasser sind 53,5 und 68,0 [Scm2/mol].[61] Hier zeigt sich, dass wegen gleicher Ordnungszahl (gleiches Element) keine großen Unterschiede mehr bei der Hydratisierung der verschiedenen Ionen(hüllen) zu erwarten sind. Das im hydratisierten und unhydratisierten Zustand größere Ion ist Eisen-(II) mit der entsprechend kleineren Grenz-Äquivalentleitfähigkeit, so wie es nach dem Gesetz von Stokes zu erwarten wäre.

Die in der Literatur genannten „Ionenradien in Kristallen“ sind also nur vergleichsweise brauchbar zur Beurteilung des Einflusses der Hydratisierung eines Ions im Lösemittel Wasser und damit des Einflusses auf seine Äquivalentleitfähigkeit und dessen Überführungszahl in einem Elektrolyt (Ionengemisch).
Zum Einfluss der Ladungszahl seien hier Werte von Milazzo für die Schmelzen der Salze InCl, InCl2, InCl3 genannt: deren Äquivalent-Summen-Leitfähigkeiten (Chloridionen und Indiumionen) werden genannt mit 130, 29 und 17 [Scm2/mol]. Milazzo nennt auch Äquivalentleitfähigkeiten für Salzschmelzen der Chloride der Metalle Quecksilber, Thallium, Zinn und Blei in verschiedenen Wertigkeitsstufen. Diese Salze zeigen eine jeweils dramatische Abnahme (über mehrere Zehnerpotenzen) der Äquivalent-Summenleitfähigkeit (Kationen und Anionen) der Salzschmelzen mit steigender Wertigkeit des Metall-Kations. Die Schmelzentemperatur(en) werden leider nicht genannt.
Der nachfolgende Text muss noch überarbeitet werden:
Nimmt ein neutrales Atom mit einem Atomradius {\displaystyle r} Elektronen auf, so bildet sich ein negativ geladenes Ion, ein Anion. Je mehr Elektronen das Atom aufnimmt (Ladungszahl {\displaystyle n}) desto größer wird die „Elektronenhülle“ des gebildeten Anions sein. Werden vom Atom Elektronen abgegeben, so bildet sich ein positiv geladenes Ion, ein Kation. Je mehr Elektronen abgegeben wurden (Ladungszahl „n“ des Kations), desto kleiner ist der Ionenradius des Kations in Relation zum Atomradius des ungeladenen Elements. Je mehr Elektronen von einem Atom bei der Bildung eines Anions aufgenommen wurden, desto größer ist der Ionenradius des Anions in Relation zum Atomdurchmesser.
Da größere Ionen in einem Lösemittel langsamer wandern (Wanderungsgeschwindigkeit bzw. Ionenbeweglichkeit ist geringer) als kleine Ionen, tragen größere Ionen weniger zum Ladungstransport (Stromfluss) bei als kleine Ionen. Die Überführungszahl eines größeren Ions ist also (bei gleicher Ionenkonzentration und gleicher Ladungszahl {\displaystyle z}) kleiner als die eines kleinen Ions.
Fazit:
- Bei Kationen (Atom mit abgegebenen Elektronen) führt eine vergrößerte Ladungszahl {\displaystyle n} zu kleinerem Ionendurchmesser, vergrößerter Wanderungsgeschwindigkeit (Ionenbeweglichkeit) und damit zu überproportional vergrößertem Stromfluss (unter Berücksichtigung des Mehrtransportes an Ladungen durch die größere Ladungszahl), weswegen die Überführungszahl des Kations mit steigender Ladungszahl {\displaystyle n} überproportional zunimmt.
- Bei Anionen (Atom mit aufgenommenen Elektronen) führt eine größere Ladungszahl {\displaystyle n} zu einem größeren Ionendurchmesser, zu einer geringeren Wanderungsgeschwindigkeit (Ionenbeweglichkeit) und damit zu einem zwar vergrößerten aber relativistisch zu kleinen Stromfluss (auch unter Berücksichtigung des vermehrten Ladungstransportes durch die größere Ladungszahl). Die Überführungszahl eines Anions mit größerer Ladungszahl ist also auch gestiegen, aber weniger als der Vergrößerung der Ladungszahl zukommt, da die Wanderungsgeschwindigkeit hier mit steigendem {\displaystyle n} etwas abgesunken ist.

Eine graphische Darstellung (Diagramm) von Atom- und Ionendurchmessern der wichtigsten (einatomigen) Kationen und Anionen aller Elemente von Ordnungszahl 1 (Wasserstoff) bis 96 (Curium) wird im „Brockhaus ABC Chemie“, DDR 1965, S. 591 unter Stichwort „Ionenradius“ abgebildet.
Eine Verdoppelung der Ladungszahl eines Ions würde grundsätzlich bei gleich bleibender ionischer Konzentration zu einer Verdoppelung des von diesem Ion beigebrachten Stromes führen, wenn die Wanderungsgeschwindigkeit gleich bleiben würde. Dies kann aber nicht der Fall sein, da die Änderung der Ladungszahl eine Änderung des Ionenradiuses nach sich zieht. Der von einem Ion zum Gesamtstrom der Elektrolyse beigesteuerte Teil-Strom ist also dem Produkt aus Wanderungsgeschwindigkeit(oder Ionenbeweglichkeit) und Ladungszahl n direkt proportional, aber indirekt proportional dem von der Ladungszahl abhängenden Ionendurchmesser (der bereits in die Wanderungsgeschwindigkeit eingeflossen ist). Außerdem ist zu berücksichtigen, dass bei verdoppelter Ladungszahl auch die molare Konzentration der mit anderer Polarität geladenen „Gegenionen“ verdoppelt sein muss oder ihre Konzentration gleich geblieben ist aber auch ihre Ladungszahl sich verdoppelt haben muss, aufgrund der Bedingung der Elektroneutralität einer Lösung. Daher beschränkt sich der Einfluss der Ladungszahl(en) auf die Überführungszahl(en) auf die Änderung der Wanderungsgeschwindigkeiten durch Zunahme oder Abnahme der Ionenradien.
In Lösemitteln (aber nicht in Schmelzen) sind die Ionen solvatisiert, haben also eine Hülle aus angelagertem Lösemittel. Der Durchmesser dieser Hydrathülle (Lösemittel Wasser) ist temperaturabhängig. Änderungen der Ladungszahl (Wertigkeiten) und Änderungen der Hydrathülle durch Änderungen der Ladungszahl und der Temperatur gehen gemeinsam in die resultierende Änderung der Wanderungsgeschwindigkeiten/Überführungszahlen ein. Generell lässt sich festhalten, dass verschiedene Ionenarten mit gleicher Ladungszahl n bei weitgehend gleichen Ionendurchmessern auch weitgehend identische Wanderungsgeschwindigkeiten (Ionenbeweglichkeiten, Äquivalentleitfähigkeiten) aufweisen und damit bei gleichen Konzentrationen (!) dieser verschiedenen Ionen in der Lösung auch weitgehend gleiche Überführungszahlen haben müssen. Dies zeigt sich bei Vergleich der Grenzleitfähigkeiten von Kalium(+1) (73,52 Scm2/mol bei 25 °C) und Ammonium(+1) (73,4 Scm2/mol bei 25 °C) sowie beim Vergleich von Rubidium(+1) (77 Scm2/mol bei 25 °C) und Cäsium(+1) (77 Scm2/mol bei 25 °C), die jeweils fast identische Ionendurchmesser haben müssen.
Ausnahmen: Vergleicht man die Grenz-Äquivalentleitfähigkeiten des einatomigen zweiwertigen ({\displaystyle n=2}) Quecksilber(II)-Kations Hg(+2) (63,6 bei 25 °C) mit dem des „biatomaren“ ebenfalls zweiwertigen ({\displaystyle n=2}, statistisch ist hier aber jedes Quecksilberatom einwertig) Quecksilber(I)-Kations [Hg-Hg](+2) (68,6 bei 25 °C), zeigt sich, dass hier das Quecksilber(I)-Kation schneller wandern muss. Biatomare Ionen verhalten sich also nicht so wie ein-atomare. Dies gilt sicher auch für die nur in Schmelzen beständigen biatomaren Zink(I)- und Cadmium(I)-Kationen.

### Abhängigkeit der Überführungszahlen von Elektrolysespannung, Redoxpotentialen und Stromdichte
Ist eine Multi-Salz-Elektrolytlösung einem elektrischen Feld ausgesetzt, nehmen in der Regel nicht alle gelöst vorliegenden Ionenarten (gleichzeitig) am Stromtransport teil. Wird die Klemmenspannung (Elektrolysespannung) langsam erhöht, so fließt zunächst nur ein sehr kleiner Strom, der sogenannte Reststrom. Er wird von den Hydroniumionen und Hydroxidionen (Autoprotolyse des Wassers!) transportiert. Ab einer gewissen Mindestspannung steigt der Stromfluss dann – näherungsweise linear – stark an, um schließlich bei einer höheren Spannung auf einen sogenannten Grenzstrom einzuschwenken (waagerechter Kurvenverlauf des Grenzstromes, genauer der Grenzstromdichte), im I=f(U)-Diagramm. Im Diagramm wird aber meist die Stromdichte (anstelle des Stromes) auf der y-Achse aufgetragen, da alle Funktionen der Elektrolyse auch Funktionen der Stromdichte sind.
Jede Ionenart hat für seine Bildung oder Entladung (Reduktion oder Oxidation) ein charakteristisches Redoxpotential (meist Redoxspannung genannt) für jede Ionenkonzentration und jede Temperatur. Für 25 °C und c=1 mol/Liter können die sogenannten Standardpotentiale („Redoxspannungen“, Halbzellen-Potentiale, gemessen gegen die Standard-Wasserstoff-Elektrode) aus Fachbüchern der Chemie oder „physikalischen Chemie“ entnommen werden. Die Differenz von positiverem Halbzellenpotential und negativerem Halbzellenpotential ist dabei die Entladungsspannung/Elektrolysespannung/Zersetzungsspannung/Redoxspannung der zusammengeschalteten zwei Halbzellen (Elektrolyseapparatur) bei den herrschenden Bedingungen Konzentration(en) und Temperatur.
Die Standardpotentiale gelten für 25 °C und c=1 mol/Liter für jede Ionenart. Für andere Konzentrationen und Temperaturen können die Änderungen der Halbzellen-Potentiale (Redoxspannung der Ionenart) mit der Nernst-Gleichung berechnet werden. Die höhere Konzentration wird dabei im Zähler des logarithmischen Verhältnisses eingesetzt. Für veränderte Temperaturen müssen alle Halbzellenpotentiale mit der Nernst-Gleichung umgerechnet werden, wobei der Nernst-Faktor (für 25 °C: 0,059) neu zu berechnen ist für die gewünschte Temperatur in Kelvin. Achtung: im Nernst-Faktor steckt auch eine Korrekturkonstante, je nachdem ob die Formel den natürlichen oder den dekadischen Logarithmus nutzt. Standard ist aber der dekadische (Korrekturfaktor ist hier ln10).
In der Praxis ist die gemessene Zersetzungsspannung (Elektrolysespannung) oft höher als die berechnete (also auf Temperatur und Konzentration(en) umgerechnete Werte) Differenz der beiden Redoxpotentiale von Kation und Anion. Die Abweichung wird als Überspannung bezeichnet. Es können Überspannungen an Kathode, Anode oder an beiden Elektroden auftreten. Die Überspannungen erhöhen die Beträge der Redoxpotentiale der Kationen und/oder Anionen. Positive Potentiale verschieben sich slo zu noch positiveren Werten, negative zu noch negativeren Werten. Sie erhöhen daher die Zersetzungsspannung und wirken dem Stromfluss entgegen. Überspannungen steigen meist proportional zur Stromdichte. Überspannungen entstehen vor allem bei der Abscheidung von Gasen wie Wasserstoff, Sauerstoff und Chlor, aber auch bei der Abscheidung von manchen Metallen, wie Chrom, Nickel, Eisen und Kobalt. Für die Abscheidung von Alkalimetallen an Quecksilberelektroden weist Milazzo beispielhaft auf die Absenkung der Überspannung des Natriums und die Anhebung der Überspannung des Wasserstoffes, jeweils an einer Quecksilberkathode hin. Bezüglich des Natriums soll die dadurch zustande kommen, dass das Natrium im Quecksilber gebunden wird (Amalgambildung) und damit dem Redoxprozess weitgehend entzogen wird. Erst dadurch wird die Entladung des Natriums vor Wasserstoff in wässriger Lösung möglich.
Nur die Kationen und Anionen entladen sich als erste (bei niedriger Klemmenspannung/niedriger Stromdichte), die die niedrigsten Redoxpotentiale aufweisen. Erst später werden die mit höheren Redoxpotentialen entladen. Diesen Sachverhalt nutzt man in den Diagrammen der Polarografie aus (graphische Darstellung der stufenweisen Entladung im Polarogramm).
Liegt also eine Lösung von Kupfer(II)-chlorid und Kupfer(II)-iodid gemischt vor, werden erst die Iodide entladen, da ihre Redoxpotentiale (betragsmäßig) niedriger sind als die der Chloride. Gleiches gilt auch für die Kationen. Hier wird normalerweise Wasserstoff vor Erdalkali- oder Alkaliionen entladen. Es sei denn, man benutzt eine Quecksilberkathode.
Bei sehr hohen Stromdichten können auch etwas weiter auseinander liegende Redoxsysteme teilweise gleichzeitig entladen werden.
Nur die Ionen, die gerade entladen werden, tragen mit ihren Ionenbeweglichkeiten/Wanderungsgeschwindigkeiten/Äquivalentleitfähigkeiten sowie mit ihrer molaren Konzentration und ihrer Wertigkeit zu den jeweiligen Stromflüssen und Überführungszahlen der einzelnen Ionenarten bei. Ionen, die gerade nicht entladen werden, haben also zu dieser Zeit (bei diesen Bedingungen) die Überführungszahl Null.
Nicht entladene Kationen/Anionen wandern dennoch im elektrischen Feld und sammeln sich vor der Kathode/Anode, wodurch es zu einer Polarisationsspannung (Bildung einer Überspannung durch Konzentrationspolarisation, Absenkung des Stromes in der Folge) an diesen Elektroden kommt.
Auch die Normalpotentiale für 25 °C und Aktivität a=1 mol/Liter enthalten bereits Polarisationsspannungen.
Beispiel: Das Mischsalz Kalium-natrium-sulfat KNaSO4 liegt in Lösung vor (oder ein Gemisch von Natriumsulfat und Kaliumsulfat).
Die Lösung wird elektrolysiert. Zunächst wird an der Anode das Sulfat zu Peroxodisulfat oxidiert. Anfangs liegt nur das Sulfat-Anion vor. An der Kathode wird nur Wasserstoff entladen, kein Natrium und kein Kalium.
Die aktuellen Überführungszahlen für Kation (Wasserstoffion) und Anion (Sulfat) errechnen sich zu n(H)=(2·350/(2·350+2·80))=0,814 und n(SO4)=1-0,814=0,186.
Wird mit einer Quecksilberelektrode und hohen Stromdichten gearbeitet entlädt sich kein Wasserstoff mehr aber dafür zunächst sämtliches Natrium (positiveres Redoxpotential als Kalium!) an der Quecksilberkathode. Die Überführungszahlen sind nun: n(Na)=(2·50,1/(2·50,1+2·80))=0,385 und n(SO4)=1-0,385=0,615 (Entladung von Natriumsulfat).
Sobald alles Natrium entladen wurde, sinkt das Kathodenpotential etwas weiter ab zu negativeren Werten, und es erfolgt die Entladung des Kaliums (Kaliumsulfat). Die Überführungszahlen sind nun: n(K)=(2·73,5/(2·73,5+2+80))=0,479 und n(SO4)=1-0,479=0,521.
Es wurde hierbei angenommen, dass sich immer nur Sulfationen an der Anode entladen und keine Hydroxidionen, was sicher nicht ganz richtig ist. Die Rechnung kann aber auch mit den Hydroxidionen aufgemacht werden anstelle der Sulfationen. Entscheidend ist die Kenntnis, welche Ionen sich tatsächlich entladen. Außerdem liegen in einer neutralen Salzlösung nur c(OH)=10−7 mol/Liter Hydroxidionen vor, so dass praktisch nur Sulfat an der Anode entladen werden kann.

#### Stromdichte-Elektrodenpotentialkurven
Zur graphischen Darstellung, welche Ionen unter welchen Bedingungen entladen werden können, werden Stromdichte-Kathodenpotentialkurven (oder Anodenpotentialkurven) aufgenommen. Dabei wird auf der y-Achse die Stromdichte (der fließende Elektrolysestrom dividiert durch die konstante Elektrodenfläche in cm2) dargestellt und auf der x-Achse des Diagrammes das Elektrodenpotential in Volt gemessen gegen eine Bezugselektrode (meist die Normal-Wasserstoffelektrode). Milazzo stellt in den Abbildungen 31–35 diese Diagramme vor und erläutert ihre Bedeutung. Das Elektrodenpotential selbst kann dabei mit einer elektrolyt-gefüllten Glas-Kapillare direkt an der Oberfläche der Elektrode abgegriffen werden, der sogenannten „Luggins-Kapillare“ (Milazzo, S. 130, Abb. 26) und gegen die mit ihr über einen Stromschlüssel – hier ein Becherglas mit Elektrolyt – verbundene Bezugselektrode als Spannung in Volt gemessen werden.

#### Variation der Elektrodenfläche (versus Stromdichte)
Wie bereits besprochen hat die Stromdichte den Haupteinfluss auf das Potential einer Elektrode wegen auftretender Elektrodenpolarisation (Überspannungen!). Wird bei konstant gehaltenem Elektrolysestrom also nur eine Elektrodenfläche (Kathode oder Anode) verringert, so steigt die Stromdichte an und das Potential der Kathode/Anode wird negativer/positiver. Dementsprechend können sich die Überführungszahlen ändern, wenn nur eine Elektrode von dieser Stromdichteänderung betroffen ist. Das Verhältnis der Elektrodenflächen bestimmt also das Verhältnis der Überführungszahlen bei konstant gehaltenem Elektrolysestrom mit (neben Temperatur und Konzentrationen der Ionen).
Dies wird technisch ausgenutzt bei vielen technischen Elektrolysen, z. B. bei der Herstellung von Wasserstoffperoxid H2O2 über die Zwischenstufe der Peroxodischwefelsäure H2S2O8. Während hier die Stromdichte an der Platinanode 0,5 bis 1 [A/cm2] ist (anodische Oxidation von Sulfationen zu Peroxodisulfationen), hat die Bleikathode nur 0,1 [A/cm2] Stromdichte. Die Flächen von Kathode und Anode wurden also unterschiedlich groß gewählt um den Elektrolyseprozess bezüglich der energetischen Wirkungsgrade zu optimieren. Ungewünschte Elektrodenreaktionen sollen nicht stattfinden.

### Einfluss des pH-Wertes auf Redoxpotentiale und Überführungszahlen
Die Redoxpotentiale der meisten Kationen und Anionen sind (evtl. stark) pH-Wert abhängig. Das Lehrbuch der Anorganischen Chemie (Holleman/Wiberg) nennt auf mehreren Seiten Tabellen für Standard-Redoxpotentiale in sauren und auch in basischen Lösungen. Die Redoxpotentiale der Metalle verschieben sich teilweise dramatisch in Richtung negativerer Werte, wenn ein basisches Milieu vorliegt. Meist werden in Lehrbüchern nur die Standard-Redoxpotentiale für saure Milieus angegeben. Eine Potentialabsenkung geschieht auch durch Komplexbildner. Da die Redoxpotentiale bestimmen, welche Ionen gerade entladen werden können, bestimmen sie also die praktisch auftretenden Überführungszahlen in Abhängigkeit vom pH-Wert, den molaren Konzentrationen (Aktivitäten) der zu entladenden Ionen – entsprechend der Nernst-Gleichung – und der Temperatur (siehe Nernst-Faktor der Nernst-Gleichung).

### Depolarisation, Gleichstrom und Wechselstrom
Bei gleichen effektiven Feldstärken fließen oft unterschiedlich hohe Ströme, wenn die elektrolytische Leitfähigkeit einmal mit Gleichspannung und einmal mit Wechselspannung mittlerer Frequenz (ab 1 kHz) gemessen wird. Bei Nutzung von Wechselstrom (ab 1 kHz) wird die Elektroden-Polarisation weitgehend oder komplett aufgehoben. Jede Elektrode wird zigmal je Sekunde mit einer entsprechenden Frequenz umgepolt, ist also wechselnd Kathode und Anode. Kationen und Anionen ändern entsprechend mehrfach je Sekunde ihre Bewegungsrichtungen. Elektrolyse findet insofern nicht mehr statt, als sich die entladenen Ionen sofort mit den kurz danach entladenen „Gegenionen“ wieder zum ursprünglichen Elektrolyt vereinigen. Ein Absinken der Konzentration findet bei Wechselstrom-„Elektrolyse“ also nicht statt.
Lagen bei Nutzung der Gleichspannung unterschiedlich stark polarisierte Elektroden vor, so kann ein Wechsel auf Wechselstrom die Überführungszahlen theoretisch verändern. Praktisch sind Überführungszahlen bei Wechselstrom aber nicht bestimmbar. Auch die Zugabe chemischer Substanzen die zur Depolarisierung von Elektroden führen, den sogenannten Depolarisatoren, führen bei einer Elektrolyse mit Gleichstrom oft zur Änderung der Überführungszahlen einzelner Ionen, da die Entladungspotentiale dieser Ionen sich verändern oder die Passivierung einer Elektrode aufgehoben wird. Auch die Nutzung anderer Elektrodenmaterialien kann die Überführungszahlen ändern (siehe Kapitel Überspannungen). Wird die (Gleichgewichts-)Konzentration/Aktivität des abgeschiedenen Gases/Stoffes/Metalles durch chemische Bindung oder Legierung mit der Metallelektrode (z. B. Bildung von Amalgam an einer Quecksilberkathode) abgesenkt, ändern sich die Entladungspotentiale und damit sicher die Überführungszahlen bei konstant gehaltener Stromdichte.

### pH-Wert-Abhängigkeit bei Zwitterionen
Sogenannte Zwitterionen sind meist organische Moleküle, die eine basische (Protonen-anlagernde) und eine saure (Protonen-abspaltende) Molekülgruppe enthalten. Diese Moleküle können daher in Abhängigkeit vom pH-Wert Kationen und Anionen bilden. Die Konzentrationen der gebildeten Kationen und Anionen gehen dabei fließend zu größeren oder kleineren Werten über, wenn der pH-Wert sich ändert. Typische Zwitterionen sind manche (basischen) Aminosäuren, Aminosäure-Ester, Amine, Aminoxide, Betaine und Alkaloide. Diejenigen der verschiedenen Aminosäuren mit je einer basischen Aminogruppe und einer sauren Carboxygruppe sind typische Zwitterionen. Im sauren Medium lagert die Aminogruppe ein Proton an (mehrere können nicht angelagert werden) und wird dadurch einfach positiv geladen. Das negative Gegenion bildet das Acido-ion (Säurerest, Anion) der zugegebenen starken Säure. Typische Salze dieses Typs sind die sogenannten Hydrochloride. Die Aminosäure bildet also im sauren Medium ein Kation. Im basischen Medium wirkt sie aber als Säure und spaltet das Proton der Carboxygruppe ab. Sie bildet hier Salze mit der zugegebenen Lauge und fungiert hier also als Anion. Anlagerung/Abspaltung des Protons an Aminogruppe oder Carboxygruppe sind also reversibel und pH-Wert-abhängig. Im sauren Medium liegen die Zwitterionen-Moleküle also vorrangig als Kationen und im basischen Medium als Anionen vor.
Der sogenannte isoelektrische Punkt ist hier der pH-Wert, bei dem die elektrolytische Leitfähigkeit der Zwitter-Ionen Null wird, da sie im elektrischen Feld nicht mehr wandern (Wanderungsgeschwindigkeit ist Null geworden, da gleich viele Moleküle positiv geladen sind wie negativ geladene vorliegen). Bei diesem pH-Wert tragen die Zwitterionen in Summe daher praktisch nicht zum Stromfluss bei (würden nur Zwitterionen vorliegen würde der Stromfluss Null, was praktisch aber nicht möglich ist). Am isoelektrischen Punkt wird die Überführungszahl der Zwitter-Ionen Null. Ihre Überführungszahl ist eine Funktion des pH-Wertes. Bei Unterschreitung oder Überschreitung des isoelektrischen Punktes steigt die Leitfähigkeit/Überführungszahl der Zwitterionen in beiden Fällen an.

### Einfluss größerer und schwerer Atomkerne bei Isotopen auf Überführungszahl und elektrochemische Eigenschaften
An den drei Wasserstoffisotopen Protium (leichter Wasserstoff), Deuterium (schwerer Wasserstoff) und Tritium(überschwerer Wasserstoff) zeigen sich am deutlichsten von allen Isotopen die veränderten Eigenschaften durch die Änderung der Massenzahl bei gleicher Ordnungszahl. Die Massenzahlen der genannten Isotope verhalten sich trotz gleicher Ordnungszahl wie 1:2:3. Protium enthält nur ein Proton im Atomkern, Deuterium ein Proton und ein Neutron, Tritium ein Proton und zwei Neutronen. Die Anzahl der Elektronen in den Atom- und Ionenhüllen sind jeweils gleich groß. Dennoch unterscheiden sich die Oxide der Isotope (Wasser, Schweres Wasser und Überschweres Wasser) in vielen physikalischen Eigenschaften, wie Schmelzpunkte, Siedepunkte, Dichte (H2O: 18,0150 und D2O: 20,0276; jeweils bei 25 °C), Dielektrizitätskonstante, Dissoziationskonstante, Ionenprodukt, aber auch in der Elektrolysespannung (Redoxspannung) und der Ionenbeweglichkeit (Wanderungsgeschwindigkeit der Ionen). Deuterium steht links vom Wasserstoff in der elektrochemischen Spannungsreihe (Entladungspotential −0,003 V, bezogen auf den Wasserstoff). Außerdem soll es eine höhere Überspannung aufweisen als Wasserstoff. Gleiches soll für Tritium gelten. Daher werden Deuteriumoxid und Tritiumoxid bei der Elektrolyse von Wasser angereichert (vor allem bei hohen Stromdichten und niedrigen Temperaturen, da deren Überspannung (die von Deuterium und Tritium) dann höher ist als die des Wasserstoffes). Milazzo nennt für die Ionen Hydroxid [OH](-) und Deuteroxid [OD](-), ein deuteriertes Hydroxid-Ion, die Grenzleitfähigkeiten für 25 °C: 197,6 und 119 [Scm2/mol]. Errechnet man mit der Grenzleitfähigkeit des Natriumions (50,11) für 25 °C nun die Überführungszahl des Natriums in Natriumhydroxid und Natriumdeuteroxid (deuteriertes Natriumhydroxid) so erhält man: 50,11/(50,11+197,6)=0,2023 (Na in NaOH) und 50,11/(50,11+119)=0,2963 (Na in NaOD). Das Natriumion trägt also in idealverdünnter Lösung von Natriumhydroxid weniger zum Stromtransport bei als in Natriumdeuteroxid. Oder anders ausgedrückt: Das Hydroxid-Ion wandert viel schneller als das schwerere Deuteroxid-Ion (wie an den Grenz-Äquivalentleitfähigkeiten sofort erkannt werden kann). Dies deutet auf einen größeren (hydratisierten) Ionenradius des Deuteroxid-Ions im Vergleich zum Hydroxid-Ion hin.
Laut Milazzo weisen auch die Ionen von Isotopen anderer Elemente (Lithium, Kalium, Sauerstoff und Chlor werden genannt) mit mäßig höheren Ordnungszahlen elektrochemische Unterschiede auf, die zur Trennung der Isotope genutzt werden können.

### Zusätzliche Entladung von H+- und OH−-Ionen zur Aufrechterhaltung der Elektroneutralität der Lösung
In den Physik-Fachbüchern wird immer ausgesagt, dass der Gesamtstrom sich additiv aus den Ionenbeweglichkeiten von Kation und Anion ergibt (multipliziert mit Ladungsaustauschzahl {\displaystyle z}, Faradaykonstante {\displaystyle F}, Elektrodenoberfläche {\displaystyle A}, molarer Konzentration {\displaystyle c} und elektrischer Feldstärke {\displaystyle E}).
Doch für alle realen Fälle, in denen die Ionenbeweglichkeiten von Kation und Anion sich unterscheiden, kann dies nicht stimmen. Denn in jeder Sekunde müssen die gleichen Ladungsmengen von den entladenen Kationen an der Kathode aufgenommen werden, wie von den entladenen Anionen an der Anode abgegeben werden. Der zur Kathode hinfließende Elektronenstrom (physikalische Stromrichtung!) ist genauso groß wie der von der Anode abfließende Elektronenstrom (erste Kirchhoffsche Regel). Andernfalls wäre das Prinzip der Elektroneutralität der Salzlösung verletzt und auch die erste Kirchhoffsche Regel.
Jede Salzlösung enthält immer gleiche Äquivalente von positiven Ladungen (Kationen) wie Äquivalente negativer Ladungen (Anionen) und ist daher selbst elektroneutral. Dies gilt für jedes differentiell kleine Volumenelement.
Für die praktische Lösung des Problems kann es nur eine Erklärung geben: Der geringere Teilstrom des Ions mit der niedrigeren Ionenbeweglichkeit v muss durch die zusätzliche Entladung eines anderen Ions -mit gleicher Polarität- bis auf das Niveau des höheren Teilstromes (des Ions mit der höheren Ionenbeweglichkeit) „aufgestockt“ werden. Dazu kommen in wässriger Lösung eines einzigen Salzes nur die Entladung von Hydroniumionen oder die Entladung von Hydroxidionen in Frage. Dies entspräche auch der anodischen Oxidation von Wassermolekülen (zu atomarem Sauerstoff und überschüssigen H+ Ionen) oder der kathodischen Reduktion von Wassermolekülen (zu atomarem Wasserstoff und überschüssigen OH-Ionen). In beiden Fällen ändert sich der pH-Wert stetig und die Konzentration des Wassers sinkt theoretisch ab.
In „Elektrochemie“ (Milazzo, 1951, S. 151) bestätigt Milazzo, dass es bei der Abscheidung von edlen Metallen aus komplexen Anionen (im Beispiel Silber aus Dicyanoargentat-Anionen) oft zur gleichzeitigen Abscheidung von Wasserstoff an der Kathode kommt, obwohl Silber-Kationen ein positiveres (edleres) Abscheidungspotential haben als Wasserstoff. In diesem Beispiel soll das Silber aus den Anionen zusammen mit Wasserstoff an der Kathode abgeschieden werden.
Damit bestätigt sich die Annahme, es müssten weitere Ionen entladen werden, in diesem Falle H+-Ionen an der Kathode. Komplexe Anionen haben eine viel größere Ionenbeweglichkeit als die normalen Kationen (hier das Silberion). Das zu entladende Silber-Kation welches hier in einem zweistufigen Prozess aus dem komplexen Anion erst freigesetzt wird, bringt daher (bei gleicher Konzentration) einen deutlich kleineren Teilstrom hervor, der durch die zusätzliche Entladung von Hydroniumionen (oder die kathodische Reduktion von Wasser) unter Abscheidung von Wasserstoff an der Kathode bis auf das Niveau des höheren Teilstromes der Anionenentladung aufgestockt wird.
Näser weist darauf hin, dass bei einer Elektrolyse auch Ionen teilentladen werden können (gemeint ist sicher die Teilentladung mehrwertiger Ionen).
Natürlich muss sich dies auf die Überführungszahl auswirken, die praktisch wohl anders ausfallen wird bei einer Messung im Hittorf-Versuch, als theoretisch vorher berechnet.

### Feldstärkeeffekt (Wien-Effekt)
Bei sehr hohen elektrischen Feldstärken (E = 100 kV/cm und mehr) besteht kein Unterschied mehr zwischen Idealverdünnung ({\displaystyle c=0}) und höheren molaren Konzentrationen bezüglich der praktisch feststellbaren Leitfähigkeiten. Die Äquivalentleitfähigkeit der Ionen ist bei solch hohen Feldstärken bei allen Konzentrationen gleich groß, nämlich identisch der jeweiligen Grenzleitfähigkeit des Ions. (Für niedrige Feldstärken gilt dies nicht. Siehe Kapitel Leitfähigkeitskoeffizient.)
Bei solch hohen Feldstärken könnten die Überführungszahlen daher berechnet werden aus den Grenzleitfähigkeiten oder Ionenbeweglichkeiten für Idealverdünnung – auch bei hohen molaren Konzentrationen.

### Dispersionseffekt (Debye-Falkenhagen-Effekt)
Bei sehr hohen Frequenzen (oberhalb 1 MHz) des benutzten Wechselstromes, hat das betrachtete Ion (Zentralion) keine Wechselwirkung mit der es umgebenden Ionenwolke aus „Gegenionen“ mehr. Das Zentralion bewegt sich mit der hohen Frequenz in der Ionenwolke hin und her. Die Gegenionen der Ionenwolke können hingegen diese schnellen Bewegungen nicht mit ausführen. Der Relaxations- oder Asymmetrie-Effekt (siehe Relaxationszeit) entfällt. Das Zentralion wird bei hohen Frequenzen nicht mehr von seiner Ionenwolke „gebremst“.
Spezifische Leitfähigkeit und Äquivalentleitfähigkeit und damit der Stromfluss nehmen bei solch hohen Frequenzen daher einen Maximalwert an.
Theoretisch wirkt sich dies auch auf die zu erwartenden Überführungszahlen aus, die aber praktisch nicht mit Wechselstrom bestimmt werden können.
Es sind Werte zu erwarten, die mindestens den aus den Grenzleitfähigkeiten berechneten entsprechen, auch bei höheren molaren Konzentrationen.

## Negative Überführungszahlen nichtkomplexer Metall-Kationen in Lösungen mit Komplex-Anionen des gleichen Metalls
Da die Grenzleitfähigkeit von Komplexionen viel größere Werte haben kann als die nichtkomplexer „Gegenionen“, kann die Überführungszahl nichtkomplexer Ionen in einer Lösung mit komplexen Ionen sogar negative Werte annehmen. Auch in diesem Falle ist die Summe aller Überführungszahlen der Ionen in der Lösung gleich Eins.
Beispiele:
- Bei der Bildung des Tetraiodo-cadmat(II)-Anions bei der Auflösung von Cadmium(II)-iodid in Alkaliiodid-Lösung sinkt die Überführungszahl des nichtkomplexen Cadmium(II)-Kations mit steigender Iodidkonzentration immer weiter ab, so dass sie schließlich auch negative Werte (−2,5 bei 5 mol/Liter Cadmiumiodidkonzentration) erreicht.[18]
- Auch in konzentrierten Lösungen von Zinkiodid (in Alkaliiodid-Lösung) liegen offenbar komplexe Iodo-Zinkat-Anionen vor, denn die Überführungszahl des nichtkomplexen Zink-Kations erreicht über Molalitäten von b=3,5 mol/(kg Lösemittel) negative Werte.[45]

## Überführungszahlen in Feststoffelektrolyten, Salzschmelzen und kolloidalen Lösungen
Elektrisch leitende (nichtgeschmolzene) Kristalle – sogenannte Feststoffelektrolyte oder Kristallelektrolyte – können ionisch und/oder durch freie Elektronen leitfähig sein. Oft trägt nur eine Ionenart fast ausschließlich zur Leitung bei. Deren Überführungszahl ist dann Eins. Bei ionischer Leitung und Leitung durch Elektronen sind beide Effekte bei der Definition der Überführungszahlen zu berücksichtigen. Milazzo führt eine Tabelle von (ungeschmolzenen) Feststoffelektrolyten mit ihren bestimmten Überführungszahlen für Kationen und Anionen an.
In manchen Feststoffelektrolyten ändert sich der Wert der Überführungszahlen extrem als Funktion der Temperatur. So soll die Kationenüberführungszahl für Natriumchlorid zwischen 557 °C und 710 °C von 1,00 auf 0,12 fallen. Für die Salze CuCL/CuBr/CuJ soll unterhalb folgender Temperaturen 300 °C/360 °C/390 °C neben Ionenleitfähigkeit auch Elektronenleitfähigkeit vorliegen, die unterhalb 18 °C eine totale Elektronenleitfähigkeit wird.
Hierzu ein Zitat aus genannter Literatur (Chimica, DDR, 1972): „Echte Elektrolyte (gemeint sind Salze) zeigen oft auch im festen Zustand (als Kristall) merkliche Leitfähigkeit die infolge der Auflockerung der Struktur mit steigender Temperatur zunimmt. Sind zwei Ionenarten mit sehr unterschiedlichem (kristallinen) Ionenradius vorhanden (Kristallaufbau!), so besorgen bei tieferen Temperaturen (gemeint ist Raumtemperatur) die kleineren Ionen praktisch den gesamten Ladungstransport. Die Überführungszahl dieser Ionenart ist dann 1. Dies gilt beispielsweise für das Silberion Ag+ (n(Ag+)=1) in Silberiodid-Kristallen AgI.“
Auch in leitfähigen wässrigen Kolloiden ist es möglich, Überführungszahlen für positiv oder negativ geladene Kolloidteilchen zu definieren. In Kolloiden bezeichnet der sogenannte isoelektrische Punkt die Konzentration eines „Fremdions“(entgegengesetzt geladenen Ions oder Kolloidions als Gegenpol zum eigentlichen Kolloidion in der Lösung), bei deren Zugabe -bis zu diesem Wert- die Leitfähigkeit der nun veränderten Kolloid-Lösung Null wird. Meist zerfällt das Kolloid dann sehr schnell durch Ausflockung.

### Bestimmung der Überführungszahlen in Salzschmelzen
Die Bestimmung der Überführungszahlen in Salzschmelzen ist schwierig, da eine Salzschmelze (eines Salzes) bei konstanter Temperatur eine bestimmte konstante Dichte und somit konstante molare Konzentration (oder molares Volumen) hat. Der Transport von Ionen dieses Salzes und ihre Abscheidung an den Elektroden ändern an den konstanten molaren Konzentrationen nichts. Es ist möglich, aber sehr aufwendig, das Salz dessen Überführungszahlen seiner Ionen (unter Versuchsbedingungen) ermittelt werden sollen in geringer Konzentration in einer geeigneten „Trägersalz“-Schmelze beizumengen. Das Trägersalz muss eine höhere Zersetzungsspannung haben oder idealerweise als Schmelze viel schlechter leitfähig sein als das zu bestimmende Salz. Bei der Elektrolyse kommt es dann zu einer Abnahme der Konzentration des zu bestimmenden Salzes in der Trägersalzschmelze. Daraus können die gewünschten Wanderungsgeschwindigkeiten des Salzes (seiner Ionen) bei Versuchsbedingungen dann berechnet werden unter Berücksichtigung der Leitfähigkeit/Ionenbeweglichkeit des Trägersalzes. Für niedrigschmelzende Salze bieten sich Aluminiumchlorid, Aluminiumbromid und Aluminiumiodid als Trägersalze an, da sie bis kurz über ihren Schmelzpunkt praktisch Nichtleiter sind. Diese Salze liegen in der Schmelze molekular vor.

### Bestimmung der Überführungszahlen in Feststoffen nach der Methode von Tubandt
Zitat: „Drei Kristalle oder Preßkörper (gemeint sind mit Hochdruck aus Salzpulver gepresste zylindrische Salztabletten) werden hintereinander geschaltet und zwischen zwei Elektroden gebracht (eingespannt). Aus der Masseveränderung der beiden äußeren Körper (Tabletten) können infolge des Stromflusses, ähnlich wie bei der Hittorfschen Methode, die Überführungszahlen ermittelt werden.“ Es erfolgt hier also ein Ionenaustausch, der eine sehr geringe Massenänderung bewirkt und mit einer Präzisionswaage gemessen werden kann.
Die beiden äußeren Salztabletten müssen sicher aus einem anderen leitfähigen Salz bestehen, also andere Ionen enthalten, da ja nur dann Massenänderungen auftreten können(?). Benötigt wird eine hochgenaue Analysenwaage mit Mikrogramm-Auflösung.
Da die Leitfähigkeit eines festen Salzes bei Raumtemperatur sehr gering ist, wird der Versuch sehr lange dauern.

## Zusammenhang zwischen Überführungszahl und dem Temperaturkoeffizienten k einer ionischen Lösung
Für starke Elektrolyte (stark dissoziierte Stoffe) gilt für den Zusammenhang zwischen dem Temperaturkoeffizienten k der Leitfähigkeit einer ionischen Lösung und den einzelnen Temperaturkoeffizienten {\displaystyle \alpha _{i}} der am Stromtransport teilnehmenden Ionen i:
{\displaystyle K^{(c,T0)}=n_{\text{Kation}}^{(c,T0)}*\alpha _{\text{Kation}}^{T0}+n_{\text{Anion}}^{(c,T0)}*\alpha _{\text{Anion}}^{T0}}
Der Temperaturkoeffizient k der Leitfähigkeit einer ionischen Lösung (oder einer Schmelze) setzt sich also anteilig entsprechend der Überführungszahlen der Ionen aus deren eigenen (ionischen) Temperaturkoeffizienten {\displaystyle \alpha _{i}} zusammen.
Da in Schmelzen manchmal praktisch nur ein Ion den Ladungstransport allein bestimmt, entspräche der k-Wert der Schmelze dann in diesen Fällen dem Alphawert des Ions (in der Schmelze bei der Temperatur der Schmelze!).
Siehe dazu: Ionenbeweglichkeit#Die Temperaturabhängigkeit der elektrolytischen Leitfähigkeit.
Die Temperaturkoeffizienten {\displaystyle \alpha _{i}} der Ionen sind in der Tabelle der Ionenbeweglichkeit (Ionenbeweglichkeit#Zahlenwerte) aufgelistet.

## Zusammenhang zwischen Überführungszahl und Diffusionskoeffizient eines Ions
Der Diffusionskoeffizient eines Ions i ist nach Nernst definiert als:
{\displaystyle D_{i}={\frac {R\cdot T\cdot v_{i}}{(z_{i}\cdot F)}}}
{\displaystyle R} allgemeine Gaskonstante, {\displaystyle T} absolute Temperatur, {\displaystyle v} Ionenbeweglichkeit, {\displaystyle z} Wertigkeit des Ions, {\displaystyle F} Faradaykonstante. Kat = Kation, An = Anion.
(Im Anorganikum wird die Ionenbeweglichkeit {\displaystyle v} noch mit {\displaystyle u} benannt, was heute falsch wäre!)
Mit der Definitionsgleichung der Überführungszahl für ein beliebiges Ion:
{\displaystyle n_{i}={\frac {u_{i}}{u_{\text{Kat}}+u_{\text{An}}}}={\frac {v_{i}}{v_{\text{Kat}}+v_{\text{An}}}}}
(hier sind {\displaystyle u} die Wanderungsgeschwindigkeit und {\displaystyle v} die Ionenbeweglichkeit)
kann die Ionenbeweglichkeit {\displaystyle v_{i}} des Ions {\displaystyle i} in dieser Gleichung durch die Überführungszahl {\displaystyle n_{i}} ersetzt werden:
{\displaystyle D_{i}={\frac {R\cdot T\cdot n_{i}\cdot (v_{\text{Kat}}+v_{\text{An}})}{(z_{i}\cdot F)}}}
Somit besteht eine (formelle) Abhängigkeit des ionischen Diffusionskoeffizienten {\displaystyle D_{i}} von der Überführungszahl {\displaystyle n_{i}} des Ions i. In letzterer sind definitionsgemäß die Ionenbeweglichkeiten aller vorhandenen Ionen eingeflossen, so dass der Diffusionskoeffizient {\displaystyle D_{i}} eine Funktion der Ionenbeweglichkeiten {\displaystyle v} aller vorhandenen Ionen im Elektrolyt wird.

## Eigenschaften von idealem und nichtidealem Elektrolyt
Hat ein binärer Elektrolyt Überführungszahlen von nahezu 0,5 in wässriger Lösung, so kann man ihn als idealen Elektrolyten ansehen. Beide Ionenarten nehmen nun zu etwa 50 % am Stromtransport teil. Dies bedeutet, dass beide Ionenarten in Wasser weitgehend gleich große hydratisierte Ionenradien haben müssen.
Ist ein solcher Elektrolyt auch in nichtwässrigen Lösemitteln mit deutlich anderer Dielektrizitätszahl (Polarisierung des Lösemittels als dielektrischer Dipol) löslich, so ist zu erwarten, dass die Überführungszahlen der Ionen sich nicht oder unwesentlich ändern werden.
Hat ein binärer Elektrolyt in wässriger Lösung aber deutlich von 0,5 abweichende Überführungszahlen beider Ionenarten -Kation und Anion-, ist also ein nichtidealer Elektrolyt, so ist bei Lösen in einem anderen Lösemittel (mit anderer Dielektrizitätszahl) sehr wahrscheinlich, dass sich die Überführungszahlen ändern werden.
Während beim idealen Elektrolyten die Hydratisierung für beide Ionen ähnlich stark ist, ist sie beim nichtidealen Elektrolyten deutlich unterschiedlich, woraus das Gleichbleiben oder die Änderung der Überführungszahlen bei Änderung des Lösemittels zu erwarten sind.
In Tabellenwerken werden aber üblicherweise nur Überführungszahlen in wässrigen Lösungen gelistet, weswegen hier kein Beispiel gebracht werden kann.

## Tabelle mit gemessenen Überführungszahlen wässriger Lösungen
Die Werte der nachfolgenden Tabelle sind Messwerte aus dem Buch „Elektrochemie“ (1952) von Milazzo (Tab. 3, S. 30–31). Der tatsächlich gemessene Wert wird hier direkt angegeben, der berechnete Wert (n(+)+n(-)=1) des/der „Gegenions/Gegenionen“ wird hier in Klammern angegeben.
Mehrere „Gegenionen“ (entgegengesetzte Polarität) oder „Mitionen“ (gleiche Polarität) können vorliegen bei saurer oder basischer Dissoziation von:
- Salzen starker Säuren mit schwachen Basen oder
- Salzen schwacher Säuren mit starken Basen.

Dies ist sicher bei den genannten Azetaten von Kalium und Natrium der Fall. Weshalb hier noch Hydroxidionen die Leitfähigkeit und Summenüberführungszahlen (die hier nicht genannt sind) mit bestimmen. Silberazetat dissoziiert vermutlich sauer, so dass noch Hydroniumionen vorliegen in der Lösung. {\displaystyle z} ist in der Tabelle die effektive Wertigkeit (Ladungsaustauschzahl) der Ionen.
| Elektrolyt            | Formel                                                                          | molekulare Äquivalentkonzentration [mol/l] | Temperatur [°C] | {\displaystyle z}        | n(+)     | n(-)     |
| --------------------- | ------------------------------------------------------------------------------- | ------------------------------------------ | --------------- | ------------------------ | -------- | -------- |
| Rubidiumiodid         | {\displaystyle {\ce {RbI}}}                                                     | 0,02                                       | 18              | 1                        | (0,498)  | 0,502    |
| Bromwasserstoffsäure  | {\displaystyle {\ce {HBr}}}                                                     | 0,1                                        | 25              | 1                        | 0,792    | (0,208)  |
| Essigsäure            | {\displaystyle {\ce {HAc}}} (Kurzbezeichnung)                                   | 0,1-1                                      | 25              | 1                        | (0,892)  | 0,108    |
| Pikrinsäure           | {\displaystyle {\ce {HPi}}} (Kurzbezeichnung)                                   | 0,1-1 ma-%                                 | ohne Angabe     | 1                        | 0,910    | (0,090)  |
| Schwefelsäure         | {\displaystyle {\ce {H_2SO_4}}}                                                 | 0,02                                       | ohne Angabe     | 2                        | (0,823)  | 0,177    |
| Natriumbromid         | {\displaystyle {\ce {NaBr}}}                                                    | 0,05                                       | 18              | 1                        | (0,381)  | 0,619    |
| Natriumhydroxid       | {\displaystyle {\ce {NaOH}}}                                                    | 0,04                                       | 25              | 1                        | (0,201)  | 0,799    |
| Lithiumhydroxid       | {\displaystyle {\ce {LiOH}}}                                                    | 0,20                                       | ohne Angabe     | 1                        | (0,152)  | 0,848    |
| Kaliumsulfat          | {\displaystyle {\ce {K_2SO_4}}}                                                 | 0,008-0,018                                | 25              | 2                        | 0,4829   | (0,5171) |
| Kupfersulfat          | {\displaystyle {\ce {CuSO_4}}}                                                  | 0,053                                      | 16-19           | 2                        | 0,375    | (0,625)  |
| Silbernitrat          | {\displaystyle {\ce {AgNO_3}}}                                                  | 0,05                                       | 25              | 1                        | 0,4648   | (0,5352) |
| Nickelsulfat          | {\displaystyle {\ce {NiSO_4}}}                                                  | 0,1                                        | 40              | 2                        | 0,366    | (0,634)  |
| Quecksilber(I)-nitrat | {\displaystyle {\ce {[Hg]_2(NO_3)_2}}}{\displaystyle {\ce {= [Hg-Hg](NO_3)_2}}} | 0,05                                       | 20              | 2 ! (je Hg ein Elektron) | 0,480    | (0,520)  |
| Ammoniumnitrat        | {\displaystyle {\ce {NH_4NO_3}}}                                                | 0,1                                        | 25              | 1                        | (0,513)  | 0,487    |
| Ammoniumpikrat        | {\displaystyle {\ce {NH_4Pi}}} (Kurzbezeichnung)                                | 0,03-0,05                                  | ohne Angabe     | 1                        | (0,708)  | 0,292    |
| Kaliumiodid           | {\displaystyle {\ce {KI}}}                                                      | 0,8                                        | 20              | 1                        | 0,4896   | (0,5104) |
| Lithiumiodid          | {\displaystyle {\ce {LiI}}}                                                     | 0,1                                        | ohne Angabe     | 1                        | (0,318)  | 0,682    |
| Silberacetat          | {\displaystyle {\ce {AgAc}}} (Kurzbezeichnung)                                  | 0,01                                       | 25              | 1                        | (0,624)? | 0,376    |
| Lanthanchlorid        | {\displaystyle {\ce {LaCl_3}}}                                                  | 0,01                                       | 25              | 3                        | 0,4625   | (0,5375) |
| Zinkbromid            | {\displaystyle {\ce {ZnBr_2}}}                                                  | 0,003-0,01                                 | 25              | 2                        | 0,402    | (0,598)  |
| Calciumsulfat         | {\displaystyle {\ce {CaSO_4}}}                                                  | 0,0045                                     | ohne Angabe     | 2                        | (0,441)  | 0,559    |
| Thallium(I)-chlorid   | {\displaystyle {\ce {TICl}}}                                                    | 0,01                                       | 22              | 1                        | (0,484)  | 0,516    |
| Bleinitrat            | {\displaystyle {\ce {Pb(NO_3)_2}}}                                              | 0,03-0,1                                   | 25              | 2                        | (0,487)  | 0,513    |
| Fluorwasserstoffsäure | {\displaystyle {\ce {HF}}}                                                      | 0,031                                      | 25              | 1                        | (0,850)  | 0,150    |
| Kaliumacetat          | {\displaystyle {\ce {KAc}}} (Kurzbezeichnung)                                   | 0,02                                       | 14              | 1                        | (0,668)? | 0,332    |
| Bariumchlorid         | {\displaystyle {\ce {BaCl_2}}}                                                  | 0,001                                      | 25              | 2                        | 0,4444   | (0,5556) |
| Uranylnitrat          | {\displaystyle {\ce {[UO_2](NO_3)_2}}}                                          | 0,0024                                     | 25              | 2                        | (0,19)   | 0,81     |

## Praktische Anwendung
Bei der Leitfähigkeitstitration (Konduktometrie) ist die Veränderung der elektrolytischen Leitfähigkeit durch das Verbrauchen (Ausfällung schwerlöslicher Salze oder Bildung von Wasser aus Hydronium- und Hydroxid-Ionen) und Hinzufügen (des Titranden) von diversen Ionen entscheidend. Wird beispielsweise Salzsäure vorgelegt und Natronlauge zudosiert (zutitriert), so zeigt sich bei Diagramm-Abbildung der elektrolytischen Leitfähigkeit auf der y-Achse und des zutitrierten Volumens an Natronlauge auf der x-Achse ein V-förmiger Kurvenverlauf. Eine fallende Gerade schneidet eine steigende Gerade. Der Schnittpunkt (Kurvenminimum) liegt nahe am Äquivalenzpunkt.
Die fallende Gerade steht für die sinkende Leitfähigkeit durch Abnahme der Hydroniumionen-Konzentration (diese bilden mit den OH-Ionen der zudosierten Lauge Wasser). Die steigende Gerade zeigt die steigende Leitfähigkeit durch Zugabe „überschüssiger“ Hydroxidionen – die Lösung wird nun basisch.

## Zur geschichtlichen Entwicklung der Elektrochemie und Überführungszahlen
- 1797–1798, Johann Wilhelm Ritter, erste galvanische Versuche (mit Zink-Kupfer-Primärbatterie), gilt daher als Begründer der Elektrochemie[90][91]
- 1799 o. 1798–1800,[92] Alessandro Volta, auf Grundlage von Luigi Galvanis Versuchen baut er die erste technisch brauchbare Primärbatterie, die „Voltasche Säule“ (Silber-Zink-Primärbatterie) mit Spannungen bis 100 Volt, die später von vielen Forschern für die elektrischen Versuche benutzt wird
- 1800, Johann Wilhelm Ritter, elektrolytische Zerlegung von Wasser mittels einer Primärbatterie,[90] später erkennt er die Wirkung der Reduktion und Oxidation des elektrochemischen Vorganges und ordnet erstmals Metalle in einer elektrochemischen Spannungsreihe
- 1802–1803, Jöns Jakob Berzelius und Wilhelm von Hisinger untersuchen gemeinsam die Wirkung des elektrischen Stromes auf Salzlösungen[90]
- 1807–1808, Humphry Davy, erste Schmelzelektrolyse von Salzen, erste Gewinnung der Metalle Natrium, Kalium, Kalzium, Strontium und Barium[93]
- 1826, Georg Simon Ohm, Entdeckung des Ohmschen Gesetzes[94]
- ab 1832, Michael Faraday, er erfindet bei seinen elektrochemischen Versuchen die Begriffe Kation, Anion, Ion, Kathode, Anode, Elektrolyt und Elektrolyse, beschäftigt sich aber hauptsächlich mit den Vorgängen an den Elektroden[95][96]
- 1833–1834, Michael Faraday ermittelt die Elektrochemischen Äquivalente und findet das Erste Faradaysche Gesetz[94]
- 1846, Johann Wilhelm Hittorf, Grundgedanke der Ionenwanderung[97]
- 1853–1859,[97] oder 1853[98] Johann Wilhelm Hittorf, Wanderung der Ionen im Elektrolyten, Bestimmung der Wanderungsgeschwindigkeit und Definition und Bestimmung der Überführungszahlen durch den Hittorf-Versuch, seine Ergebnisse fanden anfangs kaum Beachtung, populär veröffentlicht erst 1891 im „Lehrbuch der allgemeinen Chemie“ durch Wilhelm Ostwald
- 1858–1859, Julius Plücker, Entdeckung der Kathodenstrahlen[99] und deren Ablenkung durch Magneten[100]
- nach 1859?, William Crookes, Vermutung, dass Kathodenstrahlen geladene Teilchen (Ionen) sind[99]
- Jahr?, nach Hittorf kam William Crookes unabhängig von Hittorf zu ähnlichen Ergebnissen bezüglich der Überführungszahlen[101]
- vor 1866, August Wilhelm von Hofmann, Erfindung des Hofmannschen Wasserzersetzungsapparates
- 1873, Friedrich Wilhelm Kohlrausch, Gesetz der unabhängigen Ionenwanderung[102] (die Äquivalentleitfähigkeit eines Salzes setzt sich aus der des Kations und der des Anions zusammen)
- Jahr?, Friedrich Wilhelm Kohlrausch führt die Begriffe Ionenbeweglichkeit, Äquivalentleitfähigkeit und Äquivalentkonzentration ein
- ab 1875, Friedrich Wilhelm Kohlrausch findet empirisch das Kohlrauschsche Quadratwurzelgesetz zur Abhängigkeit der Äquivalentleitfähigkeit von der Konzentration, Bau des ersten Konduktometers zur Leitfähigkeitsmessung von Flüssigkeiten, Berechnungsvorschrift zur Bestimmung der Wanderungsgeschwindigkeiten von Ionen aus der Grenzleitfähigkeit
- 1884, Svante August Arrhenius, Forschung zur Leitfähigkeit von Säuren, Definition des noch heute gültigen Dissoziationsgrades[103]
- 1886, Oliver Lodge, entwickelt die Methode der wandernden Grenzfläche (englisch: Moving boundary method) zur Bestimmung der Wanderungsgeschwindigkeit von farbigen(?) Ionen[104]
- 1887, Svante August Arrhenius, Veröffentlichung seiner Dissoziationstheorie „Über die Dissociation der in Wasser gelösten Stoffe“[103]
- 1887, Paul Walden, Entdeckung der Waldenschen Regel für die Äquivalentleitfähigkeit eines Ions in verschiedenen Lösemitteln
- 1888, Wilhelm Ostwald findet das Ostwaldsche Verdünnungsgesetz, Einfluss des Dissoziationsgrades bei schwachen Elektrolyten auf die sich einstellende Gleichgewichtskonzentration
- 1888, Walther Nernst, Forschung zum Elektrizitätstransport in Flüssigkeiten, Veröffentlichung Die elektromotorische Wirksamkeit der Ionen.[105]
- 1893, William Cecil Dampier, Mit/Weiterentwicklung der Methode der wandernden Grenzfläche (englisch: Moving boundary method) zur Bestimmung der Wanderungsgeschwindigkeit von farbigen(?) Ionen[104]
- 1900, Walther Nernst schlägt als Nullpunkt der elektrochemischen Spannungsreihe das Potential der Normalwasserstoffelektrode vor
- Jahr?, Walther Nernst ermittelt die Wanderungsgeschwindigkeit farbiger Ionen durch Beobachtung einer wandernden Grenzfläche zwischen zwei verschiedenen Salzlösungen im elektrischen Feld[27]
- 1923–1924, Duncan Arthur MacInnes (1885–1965) -Autor von: „The Principles of Electrochemistry“- und Edgar Reynolds Smith – Autor von: „A Method for Determining the Change in Transference Number of a Salt with Change in Concentration: A Modification of the Moving Boundary Method“ –,[106][107] verbessern die Methode von Nernst zur Ermittlung der Wanderungsgeschwindigkeit von Ionen, genannt nun nach Mac Innes und anwendbar auch auf farblose Ionen[27]
- Jahr?, Walther Nernst ermittelt als erste Person die wahren Überführungszahlen mittels Versuch nach Hittorf unter Zugabe von Harnstoff oder Zucker (Nichtelektrolyt) aus den Konzentrationsänderungen des Nichtelektrolyten in Kathodenraum und Anodenraum[21]
- 1921, G.N. Lewis und M. Randall definieren die Ionenstärke als Maß für die wirksame Konzentration von Lösungen mit mehrwertigen Ionen und bestätigen das empirische Quadratwurzelgesetz von Kohlrausch (Konzentration durch Ionenstärke ersetzt) auch für Lösungen mit mehrwertigen Ionen[108]
- 1922–1925, Peter Debye und Erich Hückel entwickeln die Debye-Hückel-Theorie zur Leitfähigkeit in real-konzentrierten Lösungen unter Nutzung der Aktivität
- 1927, Peter Debye, Erich Hückel und Lars Onsager, Debye-Hückel-Onsager-Gesetz zur Äquivalentleitfähigkeit von Ionen